# Chiavari
Chiavari (AFI: /ˈkjavari/; Ciâvai o, rusticamente, Ciàai in ligure [ˈʧaː(v)ai̯]) è un comune italiano di 27 493 abitanti e uno dei centri più importanti della Regione Liguria. Appartiene all'area della città metropolitana di Genova in Liguria. Centro commerciale del Tigullio, è la terza città per numero di abitanti del territorio metropolitano dopo Genova e Rapallo. Ha dato i natali ai padri di Nino Bixio, Giuseppe Mazzini e Giuseppe Garibaldi, il quale, dopo la cessione di Nizza alla Francia, divenne cittadino chiavarese in forza delle sue origini familiari; ciò gli permise di rimanere cittadino italiano.
Già capoluogo del Dipartimento degli Appennini durante il Primo Impero francese (1805-1815) e dell'omonima provincia (1819-1859) con l'annessione al Regno di Sardegna nel 1815, è ancora oggi un importante centro e punto di riferimento per le valli dell'entroterra chiavarese. Già sede dell'attività giudiziaria con un apposito tribunale nel levante del territorio metropolitano genovese, soppresso dal settembre 2013 con il suo accorpamento a quello di Genova, è dal 1892 altresì sede della locale diocesi.
È famosa in tutto il mondo per il suo design, l'esempio più conosciuto è la "sedia di Chiavari" detta "chiavarina".

## Geografia fisica

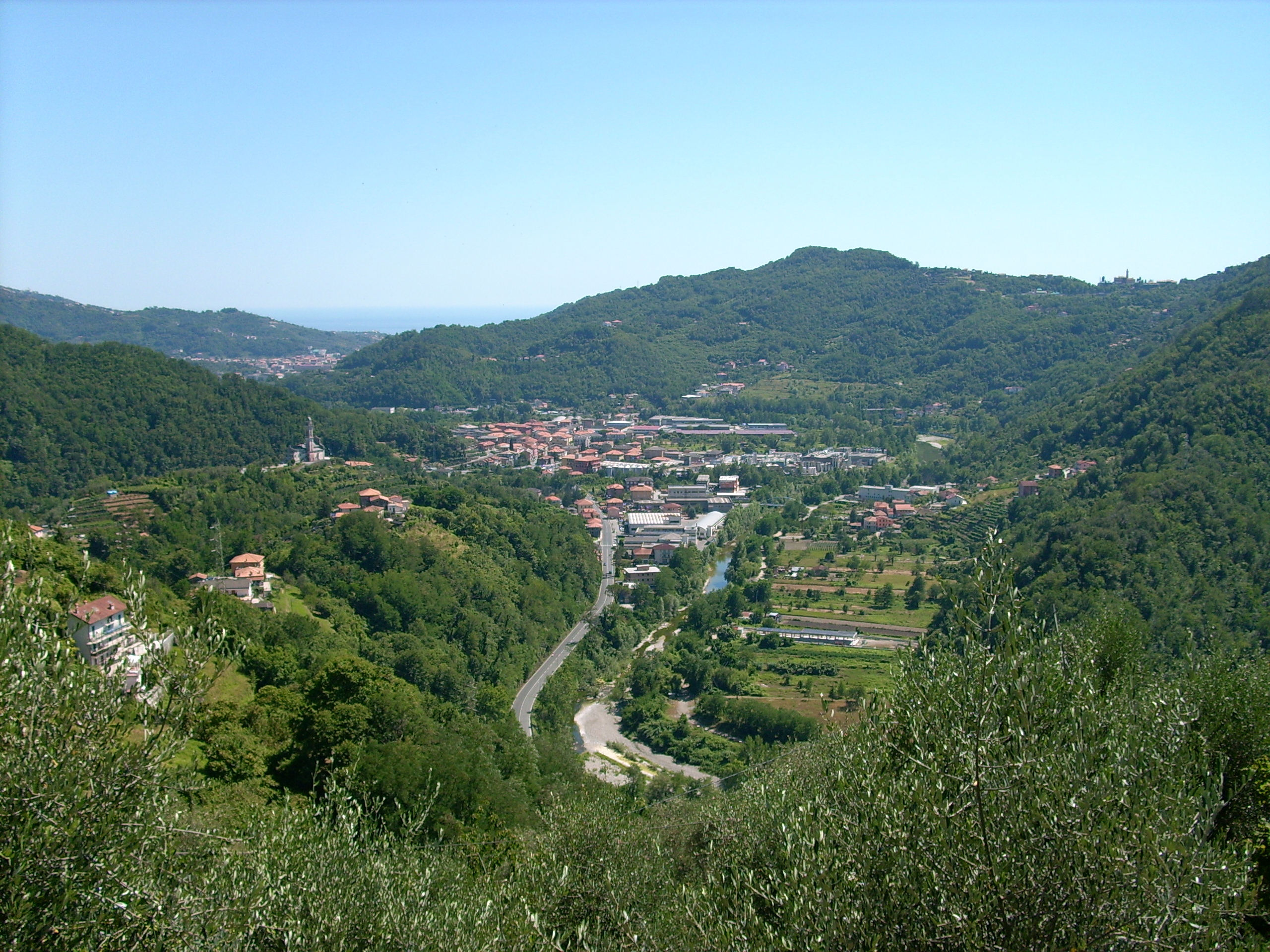
Panorama dell'entroterra chiavarese

### Territorio
La città si affaccia sul mar Ligure della Riviera di Levante, posizionandosi geograficamente al centro del golfo del Tigullio, a est di Genova.
Il nucleo urbano è situato alla destra del fiume Entella, che qui sfocia al termine della piana alluvionale, dividendo a est la città dall'attigua Lavagna; la città è inoltre attraversata dal torrente Rupinaro nella zona più occidentale del territorio comunale e da altri rii minori.
Tra le vette del territorio il monte Anchetta (544 m).

#### Entroterra chiavarese
Viene solitamente definito come "entroterra chiavarese" quella parte geografica retrostante la costa della cittadina ligure. Tale area è compresa tra la media e bassa val Fontanabuona, la valle Sturla, la val Graveglia e la Val d'Aveto e fu storicamente legata al capitaneato di Chiavari, istituito nel XIII secolo dalla Repubblica di Genova nel levante ligure. Le valli, infatti, furono comprese nei territori geografici del capitaneato chiavarese fino al XVIII secolo e costituirono un'importante risorsa economica per Chiavari che divenne uno dei maggiori centri del Tigullio dell'epoca.
L'area, partendo dalla parte meridionale della piana del fiume Entella e dirigendosi verso nord, presenta la tipica vegetazione e zone agricole della Liguria; quasi in rapida successione si presentano colture di tipo mediterraneo con piante e pratiche agrarie di tipo continentale-montano. Sono inoltre presenti vaste coltivazioni di ulivi, specie nella zona di Leivi, castagno e nocciolo e, addentrandosi nella valle fontanina, è ancora in uso l'allevamento del bestiame.

## Origini del nome
Il toponimo è di origine incerta; si può accostare a una radice celto-ligure *klavo (come Chiavenna) oppure a *clavulis col significato di "piantagione (di ulivi)" dal latino rustico clavula "piantone" in forma plurale e con un esito -ulis > -ari comune ad altri toponimi di area ligure.

## Storia

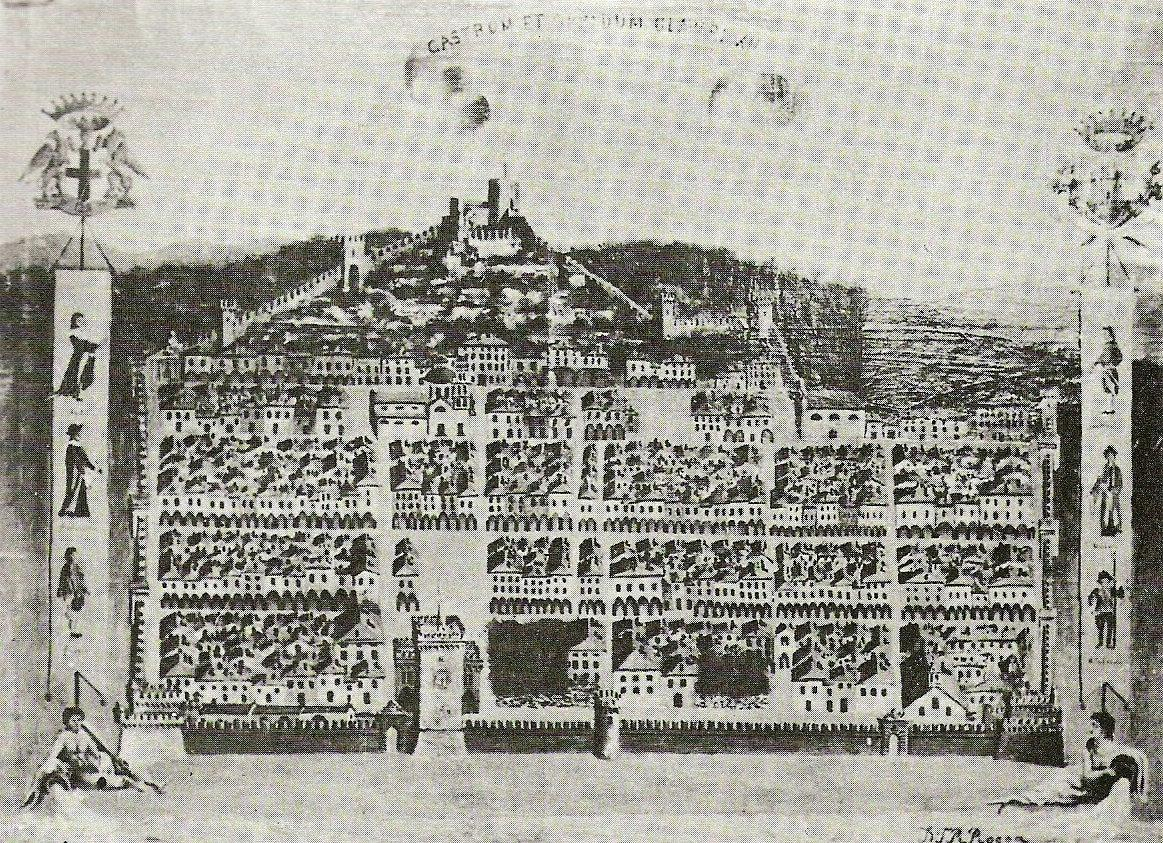
Raffigurazione dell'antica "cittadella" chiavarese

### Età preistorica e romana
Nel 1959, nel corso di alcuni scavi edili per la realizzazione di nuovi edifici, sono stati rinvenuti nella zona dell'attuale viale Enrico Millo alcuni insediamenti umani e i resti di un'antica necropoli.
Al termine dei necessari studi per l'approfondimento dell'area, durati dieci anni, si è potuto datare tra l'VIII e il VII secolo a.C. i resti di tale necropoli e dell'insediamento preromano. Tale ipotesi di una probabile fondazione in quell'epoca potrebbe essere confermata anche grazie al ritrovamento di reperti murari risalenti al I secolo a.C..
Dal 1985 alcuni oggetti sono conservati presso il museo archeologico cittadino, dedicato alla preistoria e protostoria dell'area geografica del Tigullio, tra i quali tombe racchiuse in lastroni d'ardesia dove furono rinvenuti monili e oggetti in ferro, oro e bronzo.
Al tempo dell'Impero romano fu considerato un importante centro costiero del territorio tigullino e alcuni documenti dell'epoca la citano con il toponimo Tigullia, altri come Segesta Tigullorum; quest'ultima nomenclatura è stata dagli storici scartata poiché tale nome diede più probabilmente origine all'odierna cittadina di Sestri Levante. In altri testi, sempre del X secolo, viene invece citata come semplice contrada della pieve di Santo Stefano di Lavagna.

### Dalla caduta dell'impero romano allo sviluppo della Cittadella
Dopo il V secolo subì le devastazioni di Eruli e Goti. Passata ai Bizantini dopo le guerre gotiche, fu conquistata dal re longobardo Rotari nel 641.
Con la conquista franca appartenne alla marca obertenga. In un documento del 980 la città viene citata come Clavaro. Passò in seguito sotto il dominio della Repubblica di Genova.

### La Cittadella e la repubblica genovese
La primitiva, ma efficace espansione dell'originaria "Cittadella" o "Borgo di Chiavari" avvenne nel XII secolo ad opera della Repubblica di Genova, alla quale Chiavari si sottomise promettendo ad essa una ferrea alleanza. La repubblica e i suoi consoli genovesi edificarono una nuova urbanizzazione della città tra il 1147 e il 1178, proteggendo il borgo con mura difensive (erette nel 1167) che, in alcuni tratti del centro storico, sono ben visibili e in buono stato di conservazione.
Per porre maggiore difesa della nuova cittadella fu eretto sopra un colle, soprastante ad un primo allineamento abitativo denominato "Borgolungo", un locale castello come avamposto contro la famiglia Malaspina, già signori del levante ligure e della Lunigiana. Questi ultimi tentarono un assedio nel 1172, ma furono respinti dai Genovesi.

### Il Capitaneato e i Fieschi

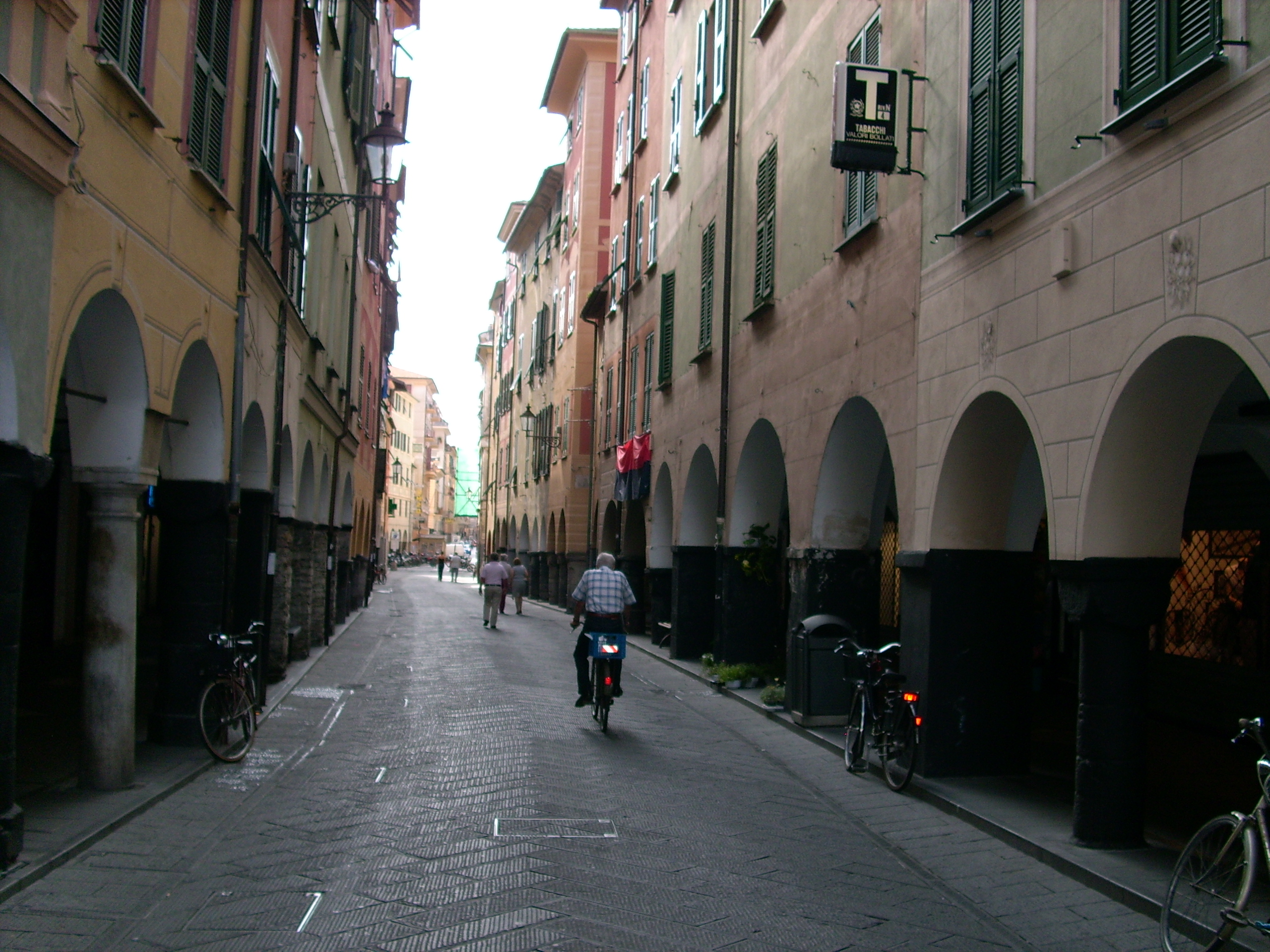
I portici di via Vittorio Veneto nel centro storico

Nel 1243 si costituì ufficialmente in libero comune sotto il potere della repubblica genovese e in tale secolo Chiavari fu scelta come sede del vicariato della Riviera orientale. Cent'anni dopo il primo assedio dei Malaspina, la città fu nuovamente assediata dai conti Fieschi della vicina Lavagna che, costituendo un'alleanza con gli stessi Malaspina, riuscirono a sottrarre il comune dalla dominazione di Genova.
Chiavari fu quindi feudo fliscano fino al 1332, anno in cui la Repubblica di Genova riuscì nell'opera di riconquista feudale ed elesse il comune come sede del futuro capitaneato levantino; quest'ultimo inglobò quasi interamente il territorio del Tigullio e della val Fontanabuona.
In questi secoli la cittadina partecipò attivamente al commercio marittimo genovese e nuove attività artigianali furono trasferite, a partire dal 1368, dall'antica via Ravascheri, considerata all'epoca la "via patrizia", nell'odierno "Caruggio Dritto" (via Martiri della Liberazione e via Vittorio Veneto) dei borghesi. Si modificò pertanto nuovamente la conformazione urbana chiavarese, ponendo nel centro della cittadella due strade principali commerciali e diversi caruggi laterali; le strade verso il mare furono invece destinate alle famiglie meno abbienti della città.
Nel 1393 i Fieschi riuscirono a sottrarre nuovamente la cittadina dal controllo di Genova, ma per un breve periodo poiché ritornò poco dopo comune sotto il dominio genovese. La repubblica nuovamente arricchì di molto la struttura edilizia erigendo nuovi palazzi signorili e portici lungo le vie principali e laterali; inoltre, su espressiva richiesta genovese, tutte le attività civiche furono concentrate all'interno della Cittadella, quali ad esempio il settore della giustizia. Ancora oggi il palazzo vecchio del tribunale si trova nella medesima posizione.

### Il Rinascimento, la peste e il Settecento
L'impianto architettonico si mantenne inalterato fino al tardo Cinquecento; da tale epoca nuovi palazzi signorili furono edificati all'interno delle mura nel contemporaneo stile rinascimentale. La scelta del nuovo stile architettonico si manifestò soprattutto nelle vie principali Ravaschieri e Stefano Rivarola dove furono eretti o rivisti palazzi molto simili ad altri edifici presenti a Genova. A partire dal 1648, o forse dal 1646, ebbe il titolo di Città dalla Repubblica di Genova.
Nel 1656-1657 fu colpita da una violenta pestilenza che causò, oltre alle numerose vittime, il collasso sociale ed economico. La città si riprese fortemente a partire dal XVIII secolo quando si decise di abbattere a ponente le mura, erette dai genovesi, e di costruire nuovi insediamenti abitativi e nuove strade, conservandone però lo stile architettonico e il binomio strada-portico.

### Napoleone e il Dipartimento degli Appennini

Stemma di Chiavari nel Primo Impero francese

Così come altri comuni e borghi della Liguria subì l'invasione dell'esercito austriaco nel 1747 e la successiva campagna napoleonica in Italia nel 1797. Napoleone Bonaparte riuscì a sottomettere la repubblica genovese annettendo i territori liguri all'interno del Primo Impero francese grazie al trattato di Campoformio. Da tale data fu ufficialmente istituita la democratica Repubblica Ligure e l'intero territorio ligure fu diviso in nuovi dipartimenti e arrondissement alla francese.
Il Tigullio, lo Spezzino, la parte meridionale del Parmense e alcune municipalità della Lunigiana rientrarono nei confini amministrativi del dipartimento degli Appennini che assunse Chiavari come capoluogo. Il dipartimento fu attivo fino al 1814, anno della caduta di Napoleone I.

### Dal Regno di Sardegna all'Italia unita
Nel 1815 il convocato congresso di Vienna per ridisegnare i confini geografici-politici degli Stati italiani ed europei stabilì lo scioglimento della repubblica ligure e la successiva annessione al Regno di Sardegna. Chiavari, già sede dell'ex dipartimento napoleonico, fu eletta al titolo di capoluogo dell'omonima provincia nel 1819.
Nel 1859, con l'emanazione del decreto Rattazzi, Chiavari divenne capoluogo dell'omonimo circondario, inserito nell'allora provincia di Genova e soppresso nel 1926.
Il 3 dicembre 1892, papa Leone XIII istituì la nuova diocesi di Chiavari, la più recente rispetto alle altre diocesi liguri già presenti.

Il monumento in piazza Roma ai caduti chiavaresi nelle guerre mondiali

Nel corso dell'Ottocento e Novecento subì un forte fenomeno di emigrazione, maggiore nell'entroterra della val Fontanabuona, che spinse numerose famiglie in America Latina; per facilitare gli scambi tra le famiglie chiavaresi e quelle emigrate fu aperto a Chiavari il consolato del Perù, soppresso nel 1989. Ancora oggi molte famiglie originarie della cittadina costiera e della valle fontanina risiedono in Sudamerica, particolarmente a Lima (Perù), Valparaíso (Cile), a Buenos Aires (Argentina) e a Montevideo (Uruguay), portando cognomi tipici della zona del chiavarese. E non a caso molte strade di Chiavari portano il nome di queste città sudamericane (corso Lima, corso Valparaíso, corso Buenos Aires, corso Montevideo ecc.).
Nell'autunno del 1969 fu organizzato all'Hotel Stella Maris, di proprietà di un istituto religioso, un convegno tra Renato Curcio e una settantina di appartenenti al "Collettivo politico metropolitano" di Milano. Tra di loro ci furono molti di coloro che, nell'anno successivo, fonderanno le Brigate Rosse. Il loro simbolo, la stella a cinque punte, si dice che derivi proprio dal simbolo dell'albergo, tuttora presente.

### La mancata provincia di Chiavari e del Tigullio
In virtù della storica istituzionalizzazione come sede provinciale, in epoca recente furono presentate due proposte di legge - mai discusse - per ripristinare la "Provincia di Chiavari" (ente istituito e soppresso durante il Regno di Sardegna). La prima fu quella del deputato Alessandro Repetto nel 1999, eletto per la XIII legislatura nel collegio uninominale di Chiavari e poi presidente della Provincia di Genova dal 2002 al 2012, che tenne conto della nuova autonomia locale ottenuta dalla legge n. 142 dell'8 giugno 1990.
Un'altra proposta più corposa arrivò alla Camera dei deputati il 24 ottobre 2001 nella quale si richiese la costituzione della "Provincia del Tigullio", che sarebbe stata la quinta in Liguria. La proposta fu presentata da Gabriella Mondello e da altri parlamentari del comprensorio tigullino come: Egidio Banti, Giorgio Bornacin, Enrico Nan, Alfredo Biondi, Giovanni Parodi, Francesco Stradella, Gianfranco Cozzi, Massimo Zunino e Giancarlo Pagliarini. Se approvata, avrebbe di fatto staccato il territorio rivierasco dal controllo amministrativo dell'allora Provincia di Genova. Repetto evidenziò che uno dei principali ostacoli a creare la nuova provincia fosse il mancato raggiungimento della soglia demografica dei 200 mila abitanti. La nuova provincia ligure, che avrebbe avuto come capoluogo Chiavari in virtù dell'importanza storica nel territorio, sarebbe stata composta dai comuni di Avegno, Bogliasco, Borzonasca, Camogli, Carasco, Casarza Ligure, Castiglione Chiavarese, Chiavari, Cicagna, Cogorno, Coreglia Ligure, Favale di Malvaro, Lavagna, Leivi, Lorsica, Lumarzo, Mezzanego, Moconesi, Moneglia, Ne, Neirone, Orero, Pieve Ligure, Portofino, Rapallo, Recco, Rezzoaglio, San Colombano Certenoli, Santa Margherita Ligure, Santo Stefano d'Aveto, Sestri Levante, Sori, Tribogna, Uscio e Zoagli per un totale di 35 amministrazioni delle 67 attualmente componenti il territorio metropolitano genovese.
Con la grande recessione del 2008 e le politiche di tagli alla spesa pubblica, la proposta della nuova provincia venne definitivamente accantonata, specie con la riforma Delrio del 2014 che creò le città metropolitane e svuotò di competenze le province italiane ordinarie, trasformandole in enti amministrativi di secondo livello. Scartata l'ipotesi di provincia autonoma, il comune fu inglobato nella città metropolitana di Genova.

### Simboli
Stemma
(RR.LL.PP. 18 marzo 1834)
Durante il Regno d'Italia (1805-1814) allo stemma venne aggiunto il quartier franco di città di second'ordine, cioè: d'azzurro, alla lettera N coronata all'imperiale d'oro.
Gonfalone
Bandiera
Lo stemma è stato concesso con regie lettere patenti del 18 marzo 1834, registrate al Controllo Generale il 13 giugno 1834 ed interinate dalla Camera dei Conti con proprio provvedimento in data 28 giugno 1834 (Registro 442, foglio 478) conservato presso la Soprintendenza degli Archivi Piemontesi (Archivio di Stato di Torino, Sez. 3ª, n. 228).

Il motto citato nello stemma civico, Vitam excoluere per artes, cioè «Abbellirono la vita con le arti», è tratto dal secondo emistichio del verso 663 del libro VI dell'Eneide di Virgilio (inuentas aut qui uitam excoluere per artes, «o coloro che decorarono la vita con le arti che inventarono»), con cui si descrivono le sedi dell'Aldilà in cui si trovano i beati, tra i quali appunto gli inventori di arti. Tale motto deriva da quello utilizzato dalla Società Economica di Chiavari.

## Monumenti e luoghi d'interesse

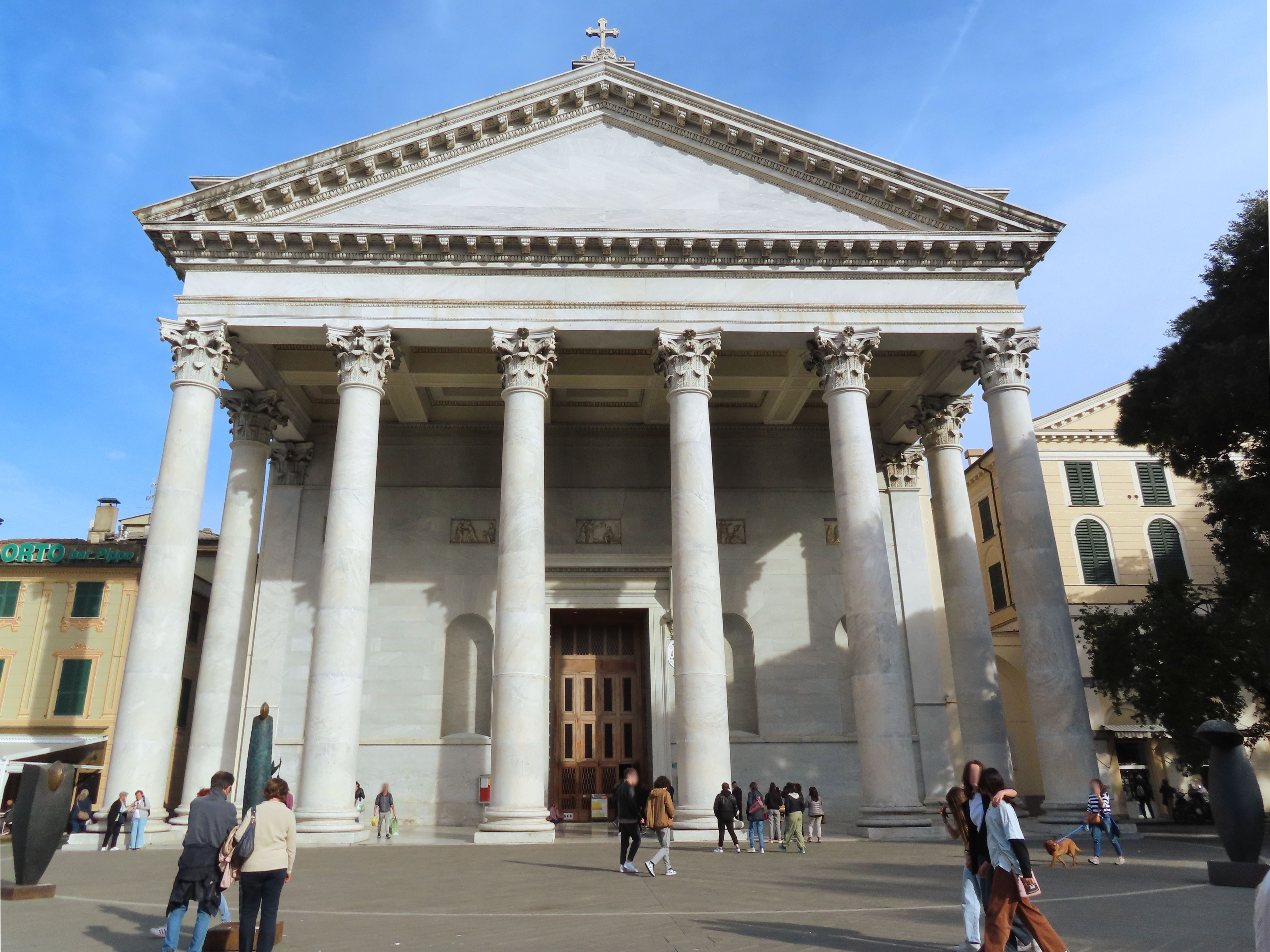
La cattedrale di Nostra Signora dell'Orto, particolare del pronao.

### Architetture religiose
- Santuario basilica cattedrale di Nostra Signora dell'Orto nel capoluogo. Tra i più importanti del territorio tigullino, è dedicato a Nostra Signora dell'Orto, patrona della città e compatrona assieme a Nostra Signora di Montallegro di Rapallo della diocesi di Chiavari[15]. La sua edificazione avvenne nel 1613[23] dopo l'apparizione mariana avvenuta, secondo la tradizione, il 2 luglio 1610[23] al concittadino Sebastiano Descalzo[24]. La struttura è caratterizzata da un imponente pronao in marmo su progetto dell'architetto Luigi Poletti del 1836[25] portato a compimento soltanto nel 1907[26].
- Santuario di Sant'Antonio di Padova. Situato in via San Francesco, all'estremo levante cittadino, venne fondato dall'Ordine dei frati minori nel 1920[8]; la struttura venne realizzata in stile neogotico. L'elegante campanile, dalla colorazione rossiccia, si alza slanciato su Chiavari ed è visibile da tutta la zona circostante. I frati hanno lasciato il sito, insieme con l'annesso convento, nel settembre 2012.

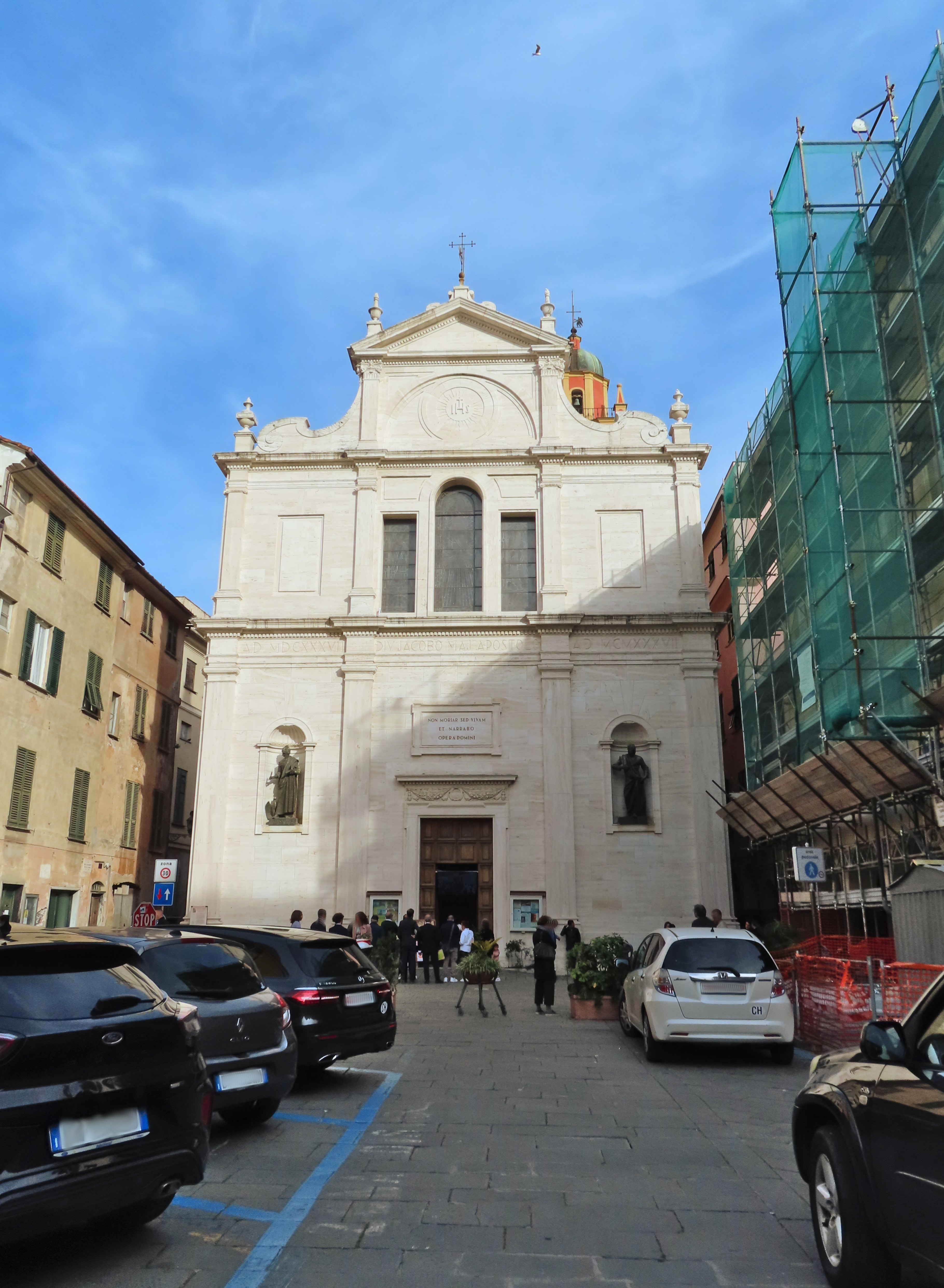
La chiesa di San Giacomo di Rupinaro

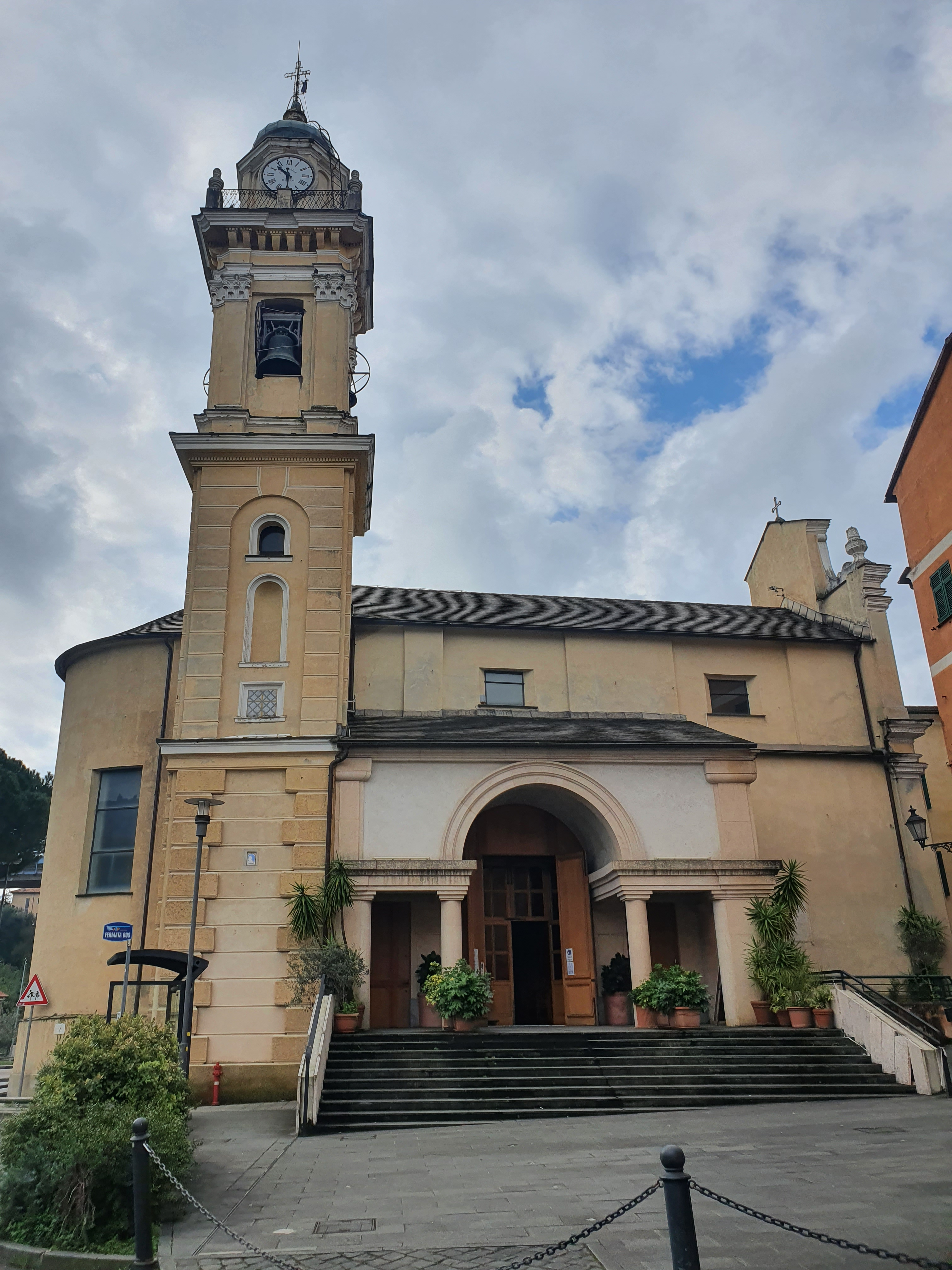
La chiesa di San Pietro a Sampierdicanne

- Chiesa parrocchiale di San Giovanni Battista - santuario del Cristo Nero nel capoluogo. Sita nel cuore del centro storico, nell'omonima piazza, la chiesa fu fondata nel 1181[27] per volere di Bardo Fieschi, arciprete di Lavagna. Restaurata nel 1462[27], all'epoca ancora sede delle funzioni civili, fu completamente ricostruita tra il 1624[27] e il 1631[27] su disegno di Andrea Ceresola detto il Vannone e Bartolomeo Bianco[25][27]. La facciata marmorea del 1935 è opera dell'architetto Gaetano Moretti[25].

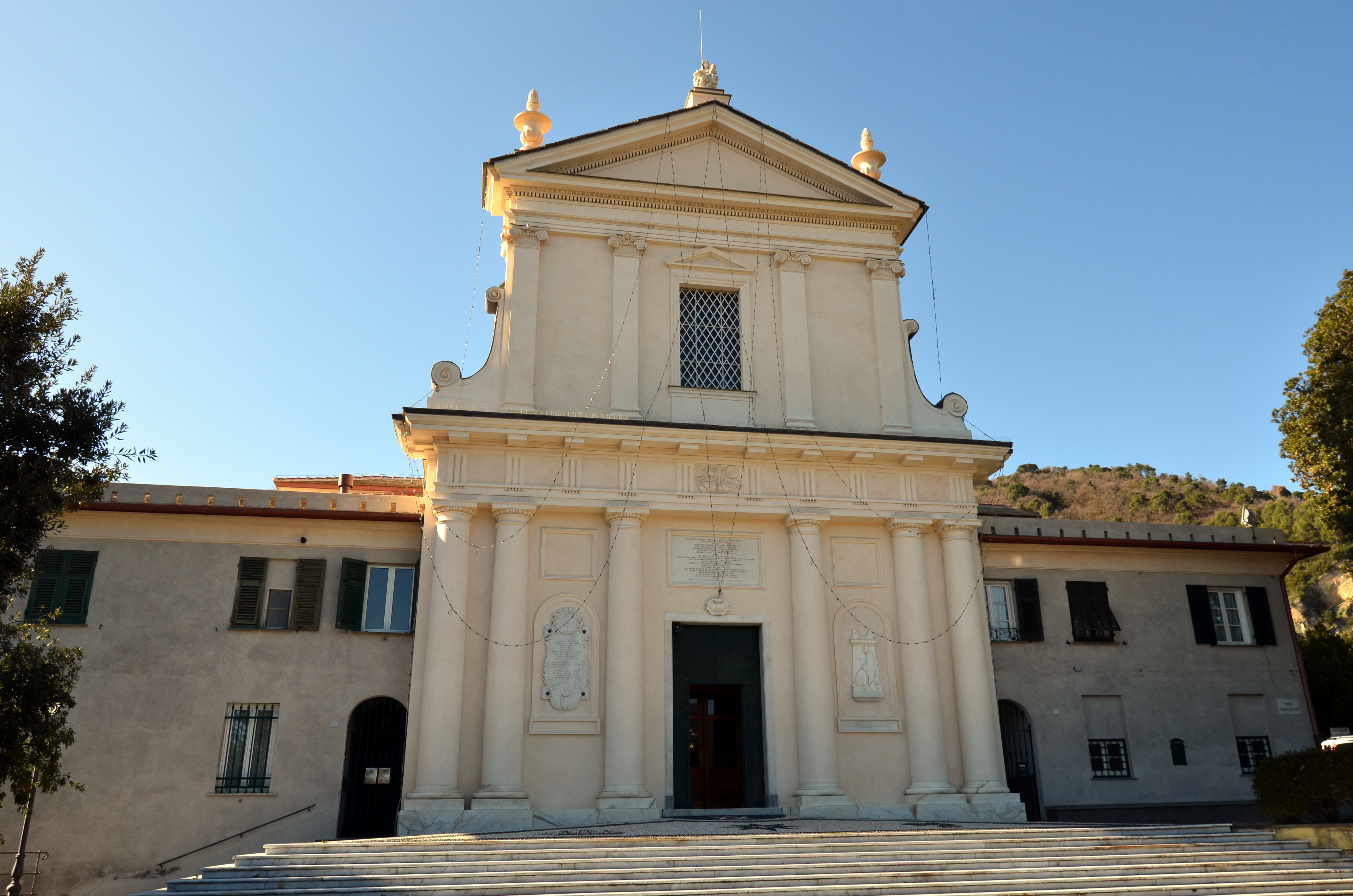
Il santuario della Madonna dell'Olivo nella collina di Bacezza

- Chiesa di San Giuseppe Calasanzio nel capoluogo. Situata nel centro della città, in via Stefano Rivarola, è sede dei padri scolopi. Avente una struttura a tre navate, il suo interno si presenta notevolmente decorato - soprattutto nella volta della navata centrale - e con una rappresentazione della grotta di Lourdes sulla navata sinistra.
- Chiesa e monastero delle Clarisse nel capoluogo, in via Entella. Dedicato a san Bernardino da Siena, secondo alcune fonti[8] il primitivo luogo di culto fu eretto nel 1355 da Oberto Beninsegna[8]; la struttura fu nuovamente modificata nel 1674[8] nelle sue forme attuali. All'interno della chiesa è conservata, sopra l'altare maggiore, una pala raffigurante la Madonna della Misericordia del pittore Lorenzo Fasolo[8].
- Chiese dell'Ordine delle suore Gianelline nel capoluogo. La struttura principale si trova presso il monumento di Cristoforo Colombo nella zona della Colmata. Sulla facciata della chiesa, intitolata a santa Filomena, sono visibili due statue raffiguranti Nostra Signora dell'Orto e Sant'Antonio Maria Gianelli. A unica navata, presenta due altari laterali. È sua la grande cupola visibile dalla passeggiata a mare. Vi viene celebrata la Santa Messa tridentina in latino ogni domenica e festa di precetto alle ore 09.30. Una seconda chiesa è inserita all'interno dell'Istituto scolastico paritario "A. M. Gianelli", accessibile dalla circonvallazione a monte.
- Chiesa santuario del Sacro Cuore dei padri Oblati di Maria Vergine nel capoluogo, posta all'inizio di via Santa Chiara. Gli Oblati sono presenti nel santuario dal 1906[28]. La chiesa era inizialmente dedicata a santa Chiara, da cui il nome della via omonima. La struttura presenta una facciata con piccolo rosone e archetti pensili e un piccolo campanile medievale in mattoni.

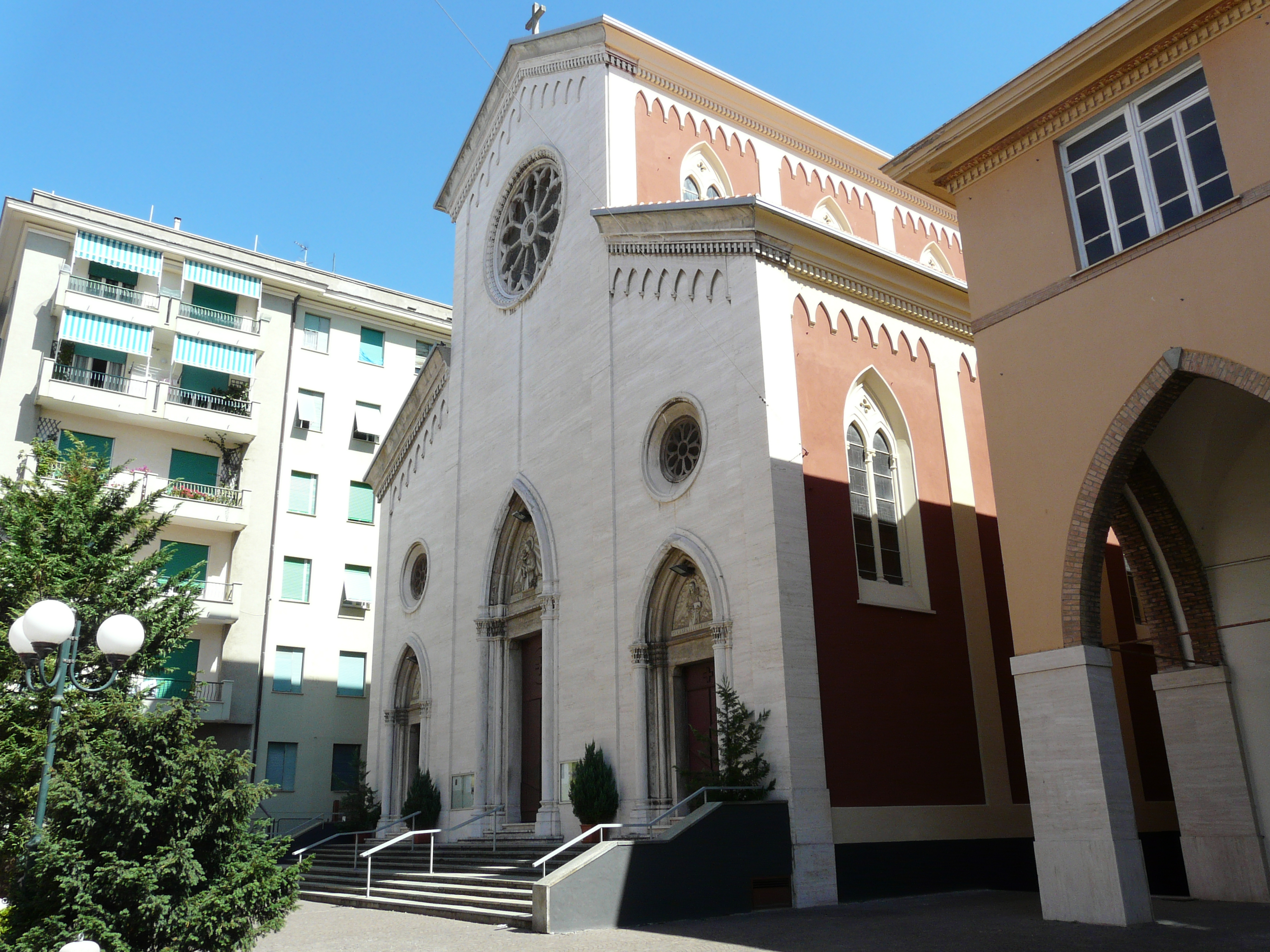
Il santuario di Sant'Antonio

- Chiesa dei frati cappuccini nel capoluogo, in viale Francesco Tappani. Intitolata a san Francesco d'Assisi, fu fondata nel 1927[29] e, insieme al nuovo convento, riportò l'ordine religioso a Chiavari dopo l'abbandono forzato del complesso di Bacezza nel 1866. Ha una pianta a croce latina, facciata con protiro, una trifora e archetti pensili; l'interno è sobrio con dipinti sulla vita del santo francescano d'Assisi.
- Chiesa parrocchiale "delle Saline" nel capoluogo. Situata in vico Saline, nel ponente cittadino, è, insieme al santuario della Madonna dell'Olivo, sede della parrocchia di Santa Maria e San Biagio di Bacezza. L'edificio venne costruito negli anni sessanta del Novecento, con la benedizione della chiesa il 24 settembre 1967 a opera del vescovo di Chiavari monsignor Luigi Maverna. Già nel 1953 insisteva in loco una piccola cappella (l'odierno altare laterale dell'esistente chiesa) e alcuni locali.
- Chiesa parrocchiale di Santa Margherita d'Antiochia nel quartiere di Caperana. La sua parrocchia fu resa autonoma dal XVI secolo[30]. L'edificio, recentemente restaurato nei suoi colori variopinti originali[30], è stato consacrato dal vescovo chiavarese monsignor Giovanni Gamberoni il 18 luglio 1914[30] ed eletta a Prevostura il 20 luglio[30] dello stesso anno.
- Chiesa parrocchiale di San Michele Arcangelo nel quartiere di Ri Alto, in posizione panoramica. La sua comunità parrocchiale, già presente nel XIII secolo[31], fu nei secoli assoggettata alla pieve di Santo Stefano di Lavagna. In seguito soppressa e accorpata alla parrocchia di San Giovanni Battista nel XVI secolo[31], fu nuovamente ricostituita con decreto del cardinale dell'arcidiocesi di Genova Stefano Durazzo datato 8 luglio 1658[31]. Eletta a Prevostura dal 7 agosto 1899[31] venne unita alla parrocchia di San Giuseppe di Piani di Ri[31] e quindi nuovamente separata nel 1914[31].

- Chiesa parrocchiale di San Giuseppe nel quartiere di Ri Basso (o Piani di Ri). Fu costruita e aperta al culto religioso nei primi anni degli anni sessanta del XX secolo[32]. Già facente parte della comunità parrocchiale di Ri, fu smembrata nel 1914 e resa autonoma dal vescovo chiavarese monsignor Giovanni Gamberoni che la elesse nella stessa occasione al titolo di Prevostura[32]. La consacrazione fu perpetuata da monsignor Daniele Ferrari il 4 giugno del 1989[32]. Il titolare della parrocchia, san Giuseppe, è festeggiato la prima domenica di maggio.
- Abbazia di Sant'Antonio da Padova nel quartiere di Ri Basso. Edificio in totale abbandono sito in via Piacenza, sottostante al viadotto autostradale. La facciata presenta una lapide marmorea del 1727 che attesta il titolo di abbazia già dal 1695.
- Chiesa parrocchiale di San Giacomo di Rupinaro nel quartiere di Rupinaro. Sita nella piazza omonima fu eretta all'esterno delle antiche mura della "Cittadella" medievale tra l'VIII e il IX secolo[33]. Le due ricorrenze principali della parrocchia sono san Giacomo (25 luglio) e Nostra Signora di Caravaggio (26 maggio). Quest'ultima viene festeggiata più solennemente, ogni 5 anni, con la processione per le vie della parrocchia.
- Chiesa parrocchiale di San Pietro nel quartiere di Sanpierdicanne. Secondo alcune fonti la sua parrocchia fu costituita già nel XII secolo[34]. La chiesa, recentemente restaurata e ampliata, fu unita alla parrocchia di Chiavari-Bacezza per circa due secoli fino al 1802[34], quando, il 7 marzo, fu smembrata nella nuova comunità parrocchiale autonoma. È Prevostura dal 1914[34]. Vi sono delle vetrate artistiche istoriate a gran fuoco[8].
- Chiesa parrocchiale di Nostra Signora della Salute e di San Bernardo nella frazione di Campodonico. Il paese e la comunità religiosa dipendevano fin dall'epoca longobarda dalla prioria monastica di Sant'Eufemiano di Graveglia di Carasco. Antica località dell'odierna frazione di Sanguineto, fu proprio da essa smembrata e resa indipendente il 25 luglio del 1921[35] dal vescovo chiavarese Amedeo Casabona.

- Chiesa parrocchiale di San Martino nella frazione di Maxena (pronuncia /maˈʒena/, con la "g morbida" francese). Il paese e la comunità religiosa dipendevano fin dall'epoca longobarda dalla prioria monastica di Sant'Eufemiano di Graveglia di Carasco. Fra le colline di ulivi che sovrastano la città, la chiesa fu eretta a Rettoria nel 1389[36] e si costituì parrocchia indipendente da Sanguineto nel 1878[36]. L'11 novembre del 1920[36], in occasione della festa del santo, fu eletta al titolo di Prevostura.
- Chiesa parrocchiale di Sant'Andrea nella frazione di Sant'Andrea di Rovereto. Situata al confine con la vicina chiesa di San Pietro in Rovereto, nel comune di Zoagli, la parrocchiale fu dipendente dalla pieve di Lavagna[37] e, secondo alcune fonti, istituita intorno al 1143[37]. Dal 1688[37] è sede di arcipretura.
- Chiesa di Sant'Antonino martire nella frazione di Sanguineto. Il paese e la comunità religiosa dipendevano fin dall'epoca longobarda dalla prioria monastica di Sant'Eufemiano di Graveglia di Carasco. Antica parrocchia risalente all'alto medioevo[38] la comunità parrocchiale fu in seguito soppressa ed aggregata a Maxena[38]. Nuovamente indipendente dal 18 dicembre 1878[38] le fu tolta la comunità di Campodonico nel 1921[38].
- Santuario della Madonna dell'Olivo presso la località di Bacezza, lungo la strada statale 1 Via Aurelia. La tradizione locale afferma che in quel luogo apparve "miracolosamente" nel 936[39] a un tessitore di Rovereto un quadretto della Vergine Maria con il Bambino Gesù su un albero di ulivo. La struttura odierna è risalente al 1660[39] quando, per un voto dei chiavaresi alla Vergine per la liberazione dalla peste[39], edificarono ex novo il tempio. La sua comunità parrocchiale è intitolata a Santa Maria e San Biagio.
- Chiesa di Santa Croce presso la località di Bacezza. Vi si giunge imboccando la pedonale salita De Scalzi da via Fiume oppure scendendo da via Antica Romana. Adiacente all'Istituto di studio e lavoro, fu fondata, insieme col convento nel 1586[29] dai Frati Cappuccini di Genova.
- Santuario di Nostra Signora delle Grazie nella località collinare delle Grazie lungo la strada statale 1 Via Aurelia. Già presente nel medioevo[8] fu nuovamente riedificato nel XV secolo[8] e conserva all'interno un notevole ciclo di affreschi lungo le pareti di Teramo Piaggio e sulla controfacciata un Giudizio universale del celebre pittore Luca Cambiaso[8].
- Chiesa di San Terenziano nella località di San Terenziano. La cappella è quasi sicuramente antecedente al XVII secolo[8]. Eretta in un'unica navata con struttura a capanna si presenta con l'adiacente torre campanaria. Anticamente era qui conservata una tela, di pittore sconosciuto, raffigurante San Desiderio e successivamente scomparsa[8]. Nonostante ora la chiesa sia compresa nel territorio comunale di Chiavari, la sua comunità è aggregata alla parrocchia di San Rufino di Leivi.

### Architetture civili

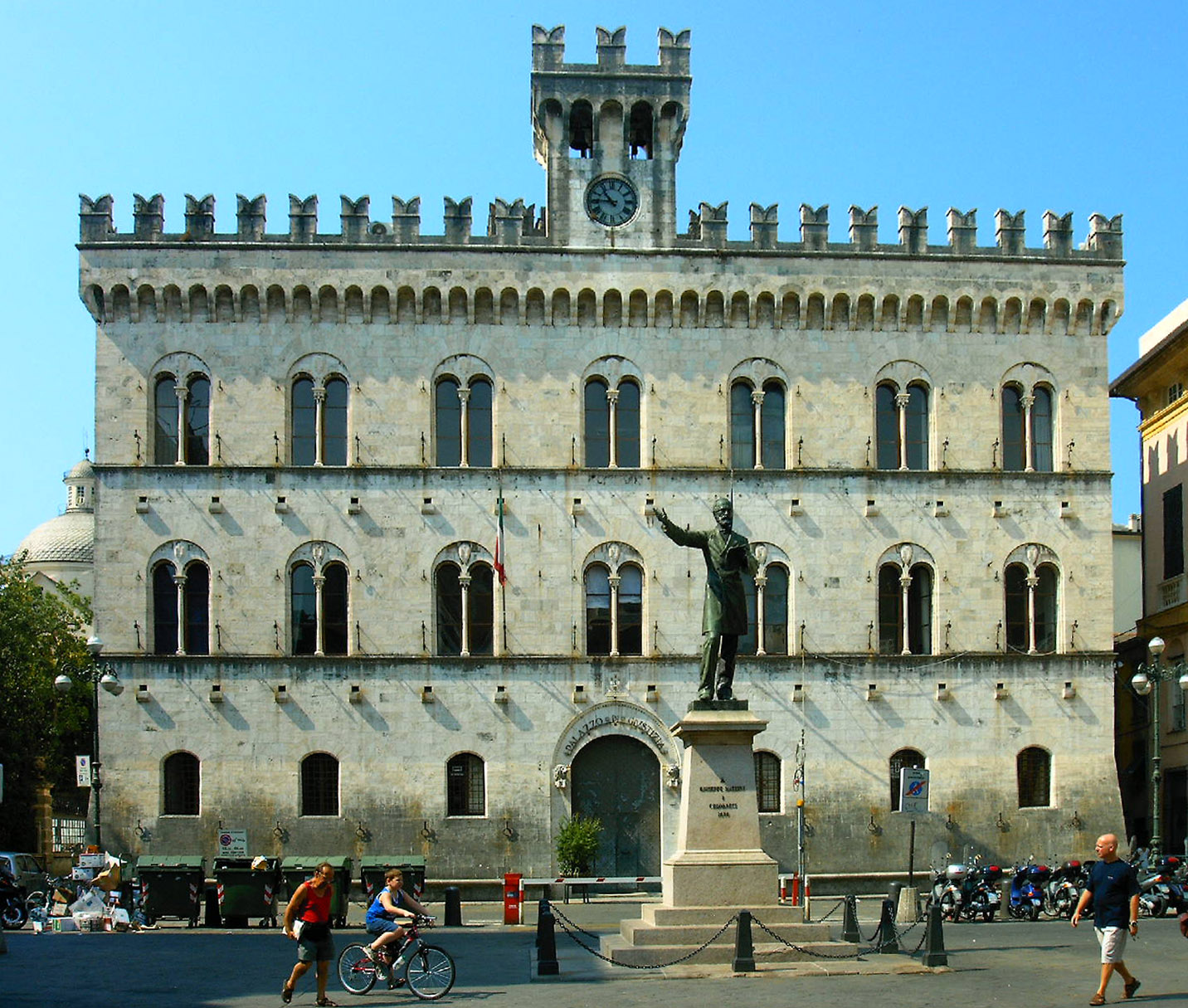
L'ex palazzo di Giustizia e il monumento a Giuseppe Mazzini, quest'ultimo opera del torinese Augusto Rivalta.

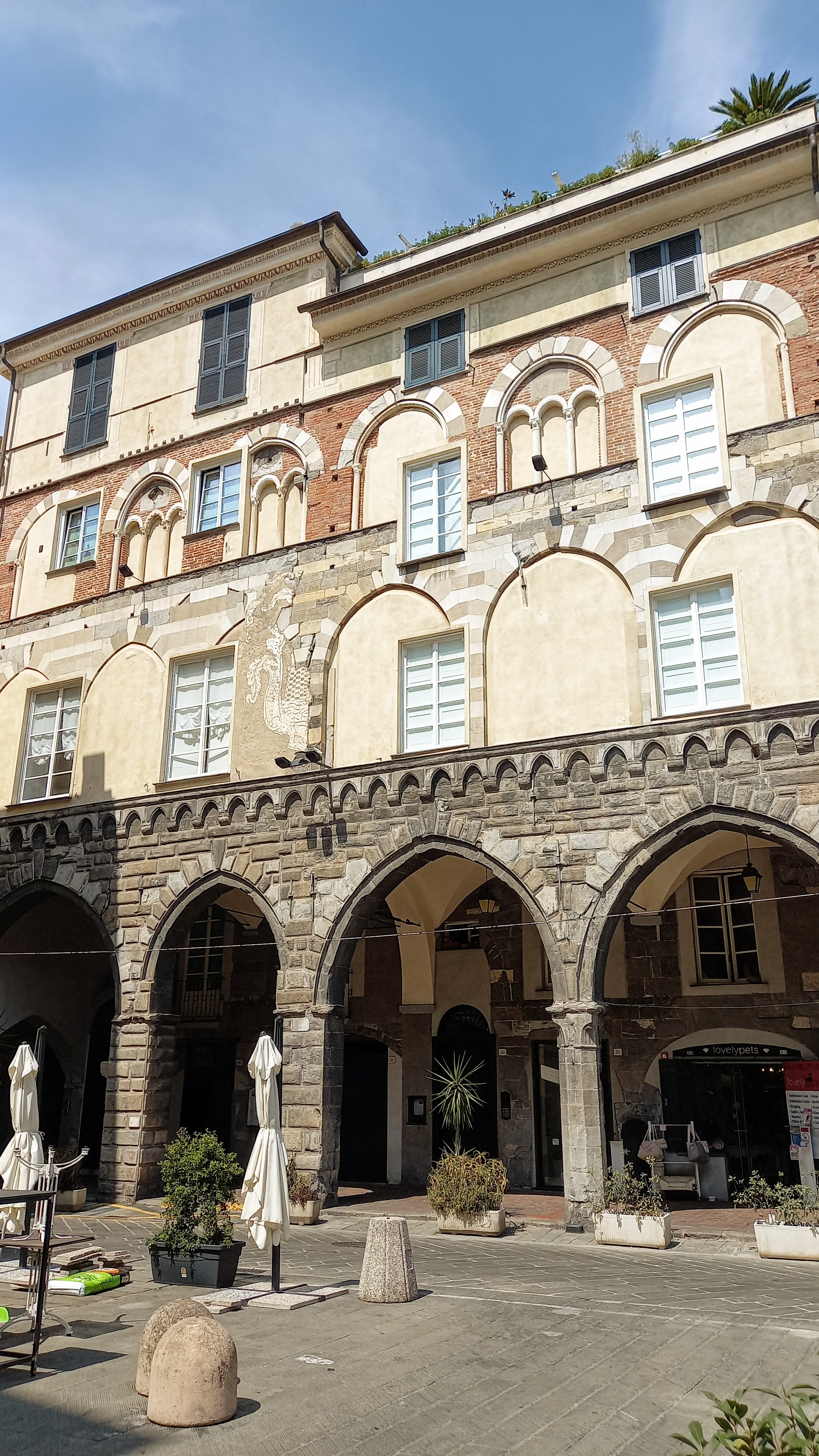
Particolare della facciata del palazzo Masina o "dei portici neri"

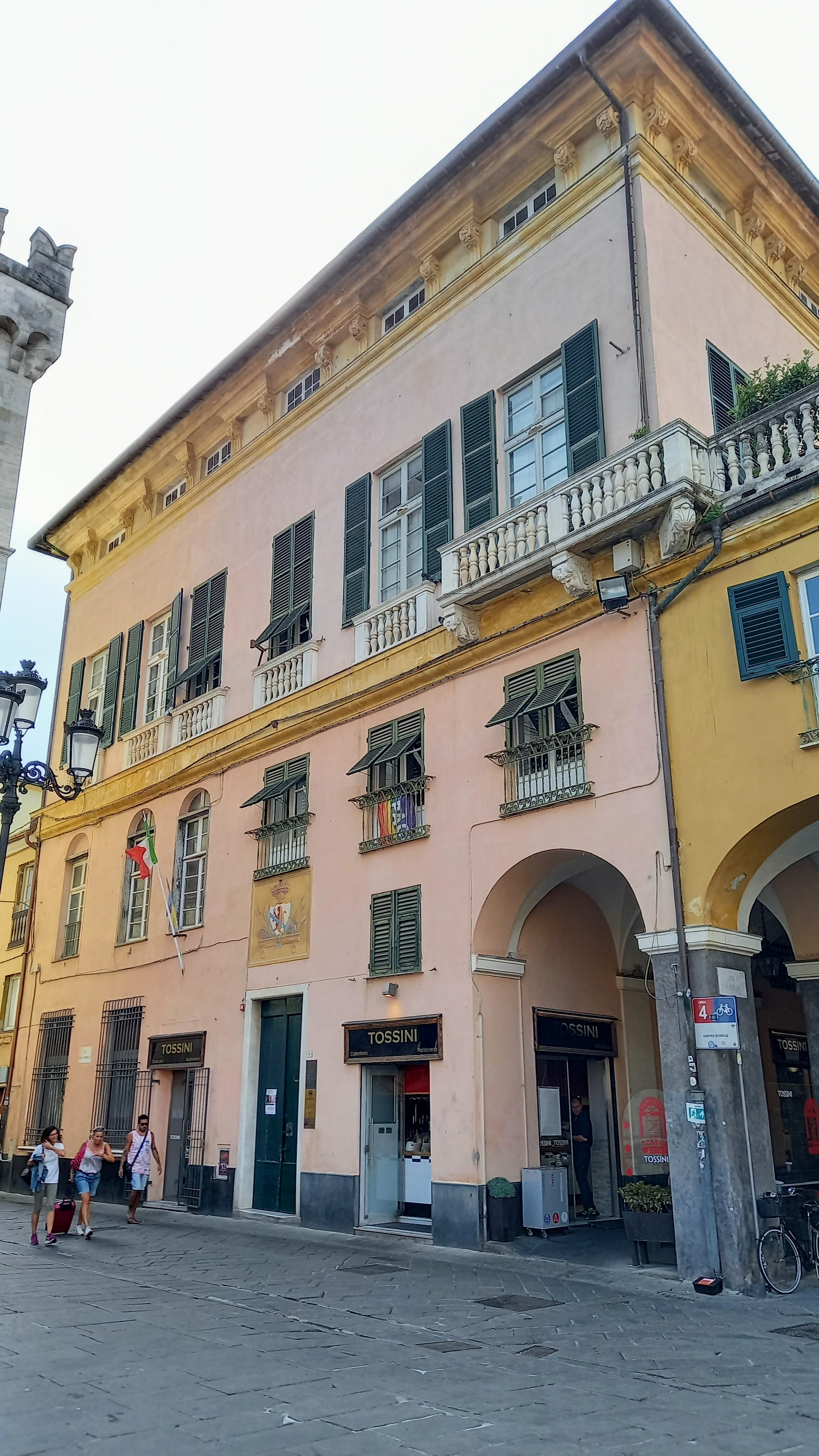
Il palazzo Torriglia presso piazza Mazzini

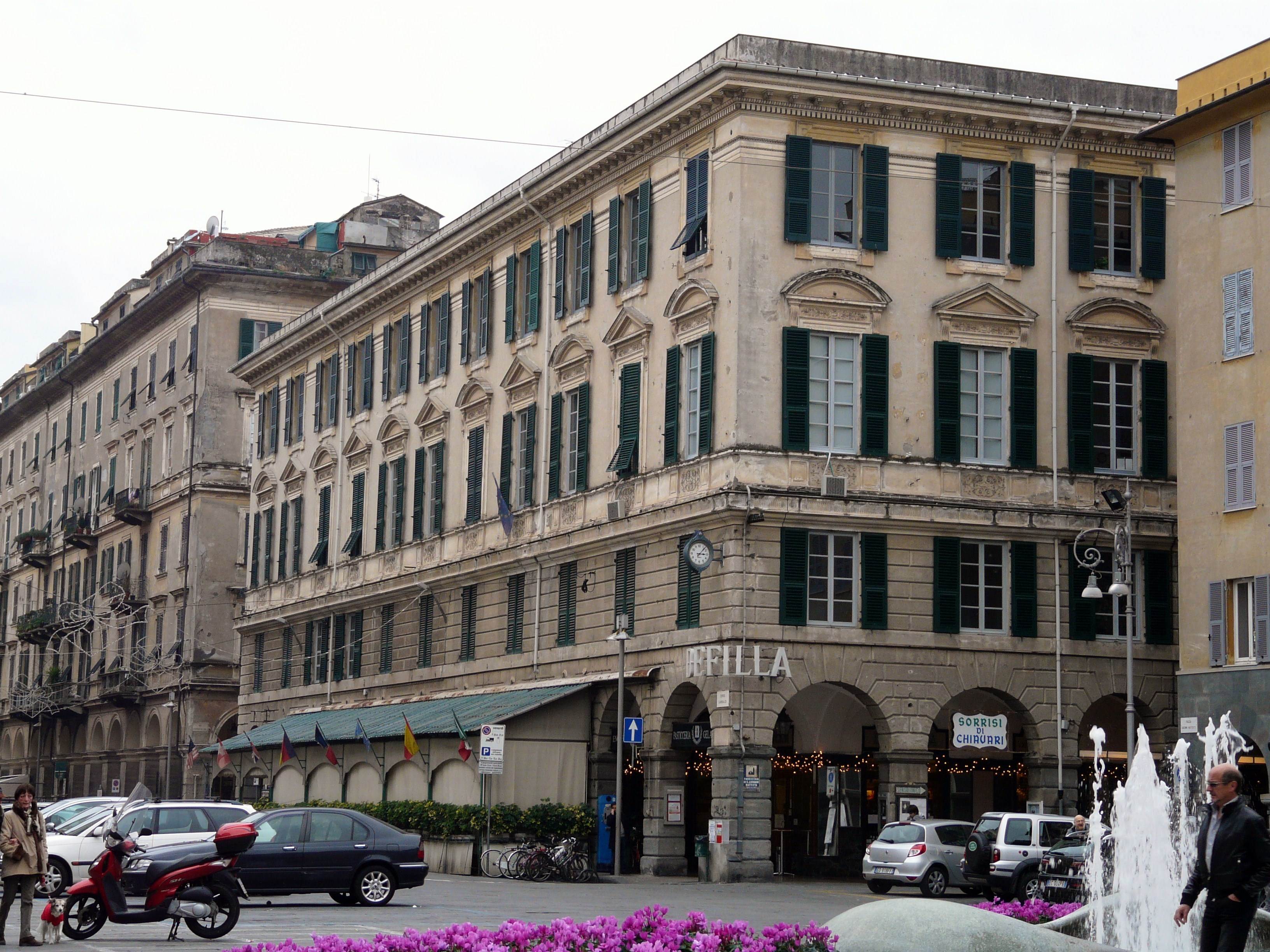
Il Gran Caffè Defilla

- Palazzo Bianco, opera dell'architetto Orsolino del XIX secolo[25], in stile neoclassico, sede del municipio[8].
- Palazzo di Giustizia. L'edificio, sede del tribunale di Chiavari fino al 2013, è situato nel cuore del centro storico chiavarese in piazza Giuseppe Mazzini. Costruito nel 1886 su disegno del progettista Giuseppe Partini si presenta in stile medievale con forme ispirate al gotico toscano. Fu eretto sul luogo dell'antica "Cittadella" del Quattrocento, costruita dalla Repubblica di Genova come concentrazione del potere civile e militare, di cui rimane ancora visibile la torre merlata del 1537[8].
- Palazzo Falcone Marana, in via Raggio. Fu costruito intorno al 1730 secondo i canoni del classico stile barocco genovese. La facciata è decorata da un balcone in marmo sormontante l'imponente portale[8].
- Palazzo Franzone. Conosciuto anche con la denominazione di Casa Garibaldi, venne edificato nel XV secolo. Sotto i portici vi è la presenza, in tre portali in ardesia, di bassorilievi raffiguranti La lotta tra Lapiti e Centauri, La vendemmia e La Vergine col Bambino del XV secolo[8].
- Palazzo Gagliardo, già palazzo De Scalzi, del 1750[8].
- Palazzo Masina o detto "dei portici neri". L'edificio, risalente alla prima metà del XIII secolo, presenta un'alta loggia a quattro archi ogivali inseriti in un basamento bugnato di ardesia; l'originale facciata era in stile gotico, evidenziata da recenti interventi di restauro del palazzo[8].
- Palazzo Ravaschieri. Sito nell'omonima via del centro storico, è una ricostruzione seicentesca di un edificio medievale[8].
- Palazzo Rivarola, ristrutturato più volte nel XVII secolo e tra il XVIII e XIX secolo[8].
- Palazzo Rocca. Situato nell'adiacente piazza, intitolata a Giacomo Matteotti, l'edificio è circondato interamente dal parco comunale Rocca. Il palazzo fu edificato nel 1629-1630 per volere dei marchesi locali Costaguta su progetto di Bartolomeo Bianco. Venne ingrandito nel XVIII secolo dai successivi proprietari della famiglia Grimaldi. Dal 1912 è di proprietà del Comune di Chiavari il quale, recentemente, ha sottoposto l'intera area del parco a un accurato restauro della flora e degli elementi architettonici. Nelle antiche scuderie è ubicato il museo archeologico e la Galleria civica[8].
- Palazzo delle Scuole Pie. Sede della scuola statale secondaria di primo grado, il palazzo è del 1770 e fu ristrutturato nel corso della prima metà dell'Ottocento dai padri scolopi che lo avevano acquisito[8].
- Palazzo Torriglia. Edificato nei primi anni del XVII secolo, alcune fonti storiche attestano una proprietà originaria del palazzo da parte della famiglia Maschio che, nel 1670, lo avrebbero poi venduto ai nobili Torriglia. Più probabilmente, il palazzo faceva parte dei beni della famiglia chiavarese dei Vacca o Vaccà, la cui ultima erede, Porzia, andò sposa a Giovanni Torriglia portandogli in dote un cospicuo patrimonio. Fu proprio quest'ultimo, negli anni ottanta del XVII secolo, ad avviare un'opera di ampliamento che portò il palazzo alle forme attuali, ossia inglobando e fondendo tre case a schiera di origine medievale; fu invece la moglie Porzia Torriglia Vacca, vedova, nel 1697, a curare la costruzione della grande terrazza affacciata sulla piazza Mazzini. Nel XIX secolo, al pianterreno, aveva sede l'Albergo della Posta dove soggiornarono illustri personaggi come il futuro papa Pio IX (1825), Giuseppe Garibaldi (1849), Alessandro Manzoni (1852) e Aleksandr Ivanovič Gercen (1869). Originariamente qui trovava spazio la quadreria, con opere di scuole genovese, napoletana e veneziana, trasferitasi nel 1985 nelle sale di palazzo Rocca[8]. Il palazzo è oggi sede di uffici privati e pubblici e di attività commerciali al pianterreno.
- Villa o castello dei Badaracco, edificata nel 1925 in stile neogotico in via Fiume.
- Villa Casaretto, tra la piazza Mazzini e via Casaretto. Originariamente di proprietà della famiglia chiavarese dei Rivarola, passaggi la portarono prima agli Spinola e poi ai Veneroso; furono quest'ultimi ad impostare l'attuale aspetto della villa nell'ultimo ventennio del XVIII secolo. Il riempimento dell'originario fossato tra l'edificio e la Cittadella portò infine alla realizzazione del giardino settecentesco. Nel XIX secolo divenne possedimento dei fratelli Giacomo, Michele e Pietro Casaretto, armatori chiavaresi.
- Villa Costa, edificata nel corso del XVIII secolo in corso Lima.
- Villa Giorgi, edificata tra il 1904 e il 1913[8].
- Villa Ottone, del XX secolo, tipico esempio di architettura eclettico-liberty con guglia ottagonale[8].
- Teatro-cinema Cantero. Il teatro fu realizzato tra il 1931 e il 1937 su progetto dell'ingegnere Ido Gazzano per conto della famiglia Cantero, quest'ultima curatrice dal 1908 delle proiezioni cinematografiche nella sconsacrata e vicina chiesa di San Francesco. Per l'inaugurazione del teatro fu diretta dal maestro Angelo Costaguta la Tosca di Giacomo Puccini. Il suo interno si presenta secondo i canoni della tradizione ottocentesca e, prima della sua chiusura sul finire del 2017, era uno dei più importanti del comprensorio, specie per interpretazioni teatrali, manifestazioni culturali e concerti musicali[8].
- Edificio dell'Asilo Infantile di Chiavari. Fu edificato nella seconda metà del XIX secolo, in stile eclettico, su iniziativa della Società Economica di Chiavari, e con il contributo di benefattori privati, al fine di dotare la cittadina di una struttura per la cura dei bambini.
- Colonia Fara. Intitolata alla memoria del generale Gustavo Fara, fu commissionata al progettista Ing. Camillo Nardi Greco dal Partito Nazionale Fascista nel 1935 come luogo e soggiorno di villeggiatura marinaro per bambini, da utilizzarsi nel periodo estivo[8].
- Gran Caffè Defilla del 1914 e rimaneggiato nel 1960[8].
- Cimitero urbano monumentale, realizzato nel 1894 su progetto di Gaetano Moretti[8].
- Ex oratorio dei Filippini nel capoluogo, sito nei pressi di palazzo Marana. Già sede della confraternita di Nostra Signora della Neve[8], dall'edificazione dell'oratorio nel 1635[8], fu in seguito acquistato dai fratelli Giacomo e Agostino Rivarola nel 1844[8] per la destinazione a sede della congregazione. Ristrutturato tra il 1844 e il 1845 dall'ingegnere Giacomo Tamburini[8], con facciata neoclassica, già nel 1850 cessò l'uso religioso con la sconsacrazione della chiesa[8]. È sede di convegni e manifestazioni culturali.
- Ex chiesa di San Francesco, oggi auditorium. Si trova in piazza Matteotti. Costruita nella prima metà del XIII secolo dalla famiglia Fieschi, assunse l'attuale aspetto barocco dal 1630 per intervento della famiglia Costaguta. Sconsacrata nel XIX secolo e divenuta proprietà del comune chiavarese, la chiesa è stata trasformata e convertita in sala auditorium nel 2002[8].

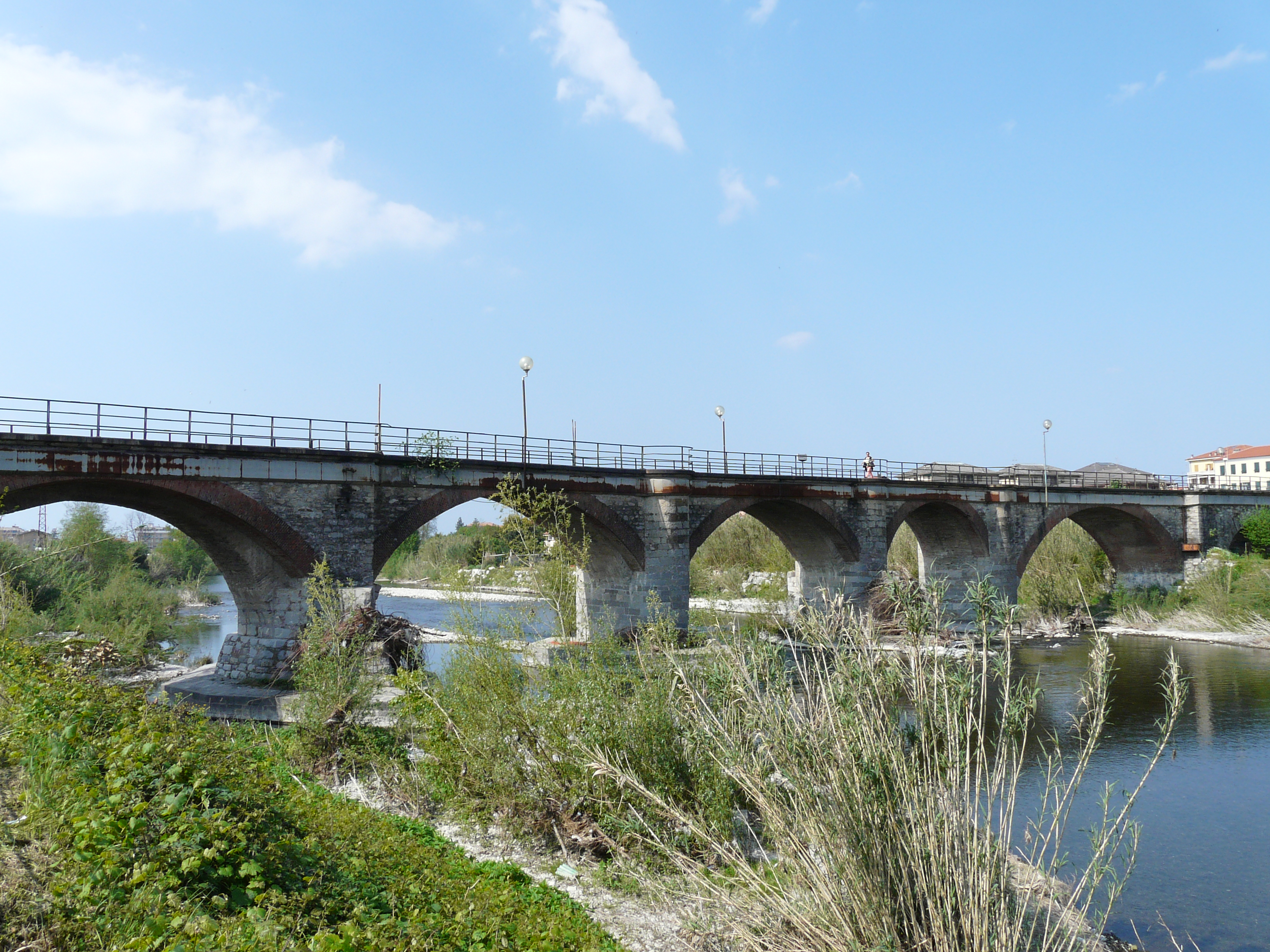
Il ponte della Maddalena visto dalla sponda di Lavagna

- Ex oratorio di San Giovanni Decollato o della Crocetta nel capoluogo, nei pressi di piazza Giacomo Matteotti. Sorse nel 1572[8] con la nascita dell'omonima associazione religiosa, quest'ultima dedita all'assistenza dei condannati a morte e all'insegnamento della dottrina cattolica. Sconsacrato sul finire del Settecento[8] i suoi locali sono adibiti ad uso comunale.
- Ex oratorio di Sant'Antonio nel capoluogo, nella via omonima. Sede originaria del Cristo Nero. Sede di locali comunali e di un istituto professionale statale[40], fu anticamente la sede dell'omonima confraternita. Durante la pestilenza del 1656 che flagellò la cittadella[8], l'oratorio fu convertito in lazzaretto[8]; fu anche ufficio di dogana nel XVIII secolo[8] con l'avvento napoleonico.
- Ex Antica Farmacia dei frati, presso il complesso di San Francesco.
- Ex chiesa priorale di Santa Maria Maddalena nel quartiere di Ri Basso. Edificio che oggi costituisce il pian terreno di una abitazione privata in via Piacenza nei pressi di piazza Sanfront. Si può ancora riconoscere la parte bassa della facciata a ponente, con l'ingresso sovrastato da lunetta e arco a sesto acuto e il fianco sud. È una delle testimonianze di architettura religiosa più antiche di Chiavari. Fu costruita nel 1210[41] da Ugone Fieschi in concomitanza con il famoso ponte che collegò Chiavari a Lavagna e che fu detto "della Maddalena" proprio da questa cappella. Sconsacrata nel 1749[41], abitazione civile dal 1812[41].
- Ponte della Maddalena sul fiume Entella[41]. Costruito nel 1210 da Ugone Fieschi per collegare Chiavari con il borgo di Lavagna. Detto all'epoca "ponte del mare" per via della vicinanza, allora, con la linea di costa. Le belle arcate oggi visibili sono solo la parte centrale del ponte originale che ne arrivò a contare 33. La maggior parte di esse giace oggi interrata o demolita sotto il manto stradale nelle due sponde. La tradizione dice che il ponte fu percorso da Dante in cammino verso i feudi dei Malaspina e che egli conservò memoria di questo suo passaggio nei versi della Divina Commedia Intra Siestri e Chiaveri s'adima una fiumana bella (Purgatorio, XIX, 100-101). Il ponte deve il suo nome alla cappella della Maddalena su sponda chiavarese coeva al ponte stesso e presso la quale il ponte iniziava; da non confondersi con una cappellina, oggi non più esistente, posta al centro del ponte contenente l'immagine mariana che, più tardi, verrà spostata su sponda lavagnese nel santuario di Nostra Signora del Ponte costruito a fine Quattrocento.

### Architetture militari

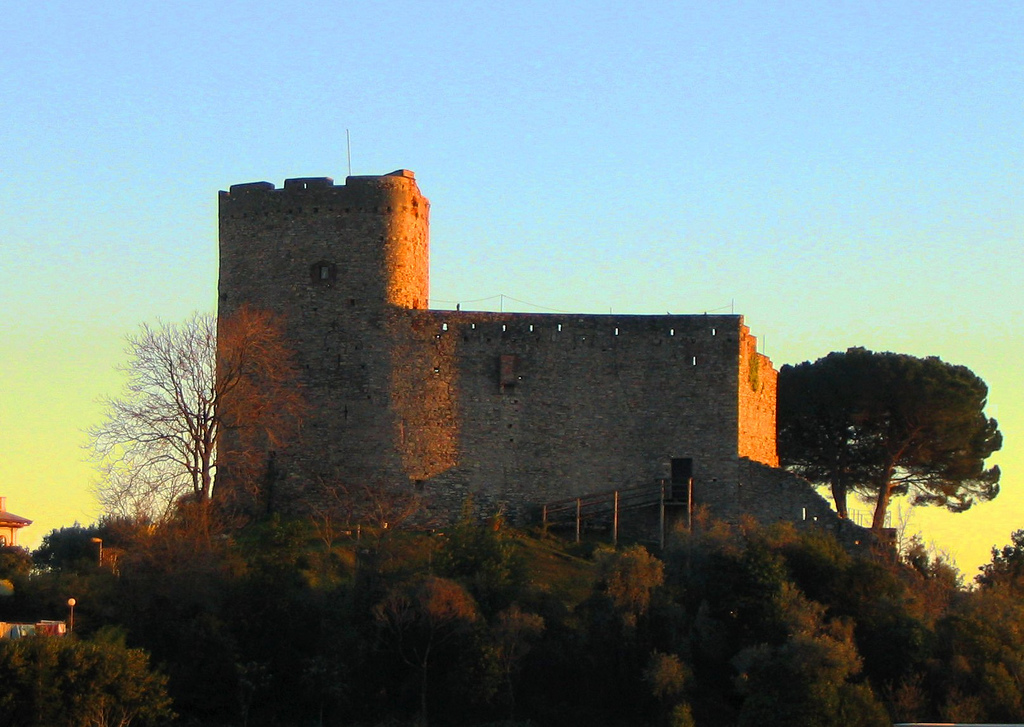
Il castello di Chiavari

Stemma della Scuola di Telecomunicazioni delle FF.AA.

- Castello di Chiavari. Il maniero è ubicato presso un colle raggiungibile da una salita a gradoni che rasenta l'antico tratto settentrionale delle mura cittadine. Venne fatto costruire nel XII secolo dalla Repubblica di Genova per contrastare i Fieschi della vicina Lavagna. Fu in buona parte smantellato nel XVI secolo; allo stato attuale rimane la torre[8].
- Fortezza detta "Gendarmeria", presso il centro storico in via Doria, risalente al XV secolo. Oggi il sito, privato, è convertito in magazzini e abitazioni.
- Torre di Ri, edificata nel corso del XVI secolo, presso l'abitato collinare di Ri Alto.
- Scuola di Telecomunicazioni delle Forze Armate italiane (STELMILIT), ufficialmente costituita nel 1952.

### Altro
- Monumento marmoreo a Giuseppe Garibaldi, nei pressi di palazzo Rocca, inaugurato il 12 ottobre 1890 dello scultore Augusto Rivalta[8].
- Monumento bronzeo a Giuseppe Mazzini, nella piazza omonima, realizzato nel 1888 dallo scultore Augusto Rivalta[8].
- Monumento marmoreo a Vittorio Emanuele II di Savoia, nella piazza del santuario di Nostra Signora dell'Orto e del palazzo municipale, realizzato nel 1898 dallo scultore Luigi Brizzolara[8], autore anche del monumento ai caduti sito in Piazza Roma.
- Monumento bronzeo a Cristoforo Colombo, nei pressi del porto cittadino, realizzato nel 1935 dallo scultore Francesco Messina[8].
- Fontana-scultura in piazza della Franca, sita all'ingresso della città provenendo dal casello autostradale, realizzata nel 2000 dallo scultore Pietro Cascella.
- Monumento bronzeo a papa Giovanni Paolo II, posizionato lateralmente sotto il marmoreo pronao della cattedrale chiavarese, realizzato nel 2008[42] dallo scultore e pittore Gaspare da Brescia a ricordo della visita del pontefice nella diocesi di Chiavari tra il 18 e 19 settembre 1998[42].

### Siti archeologici

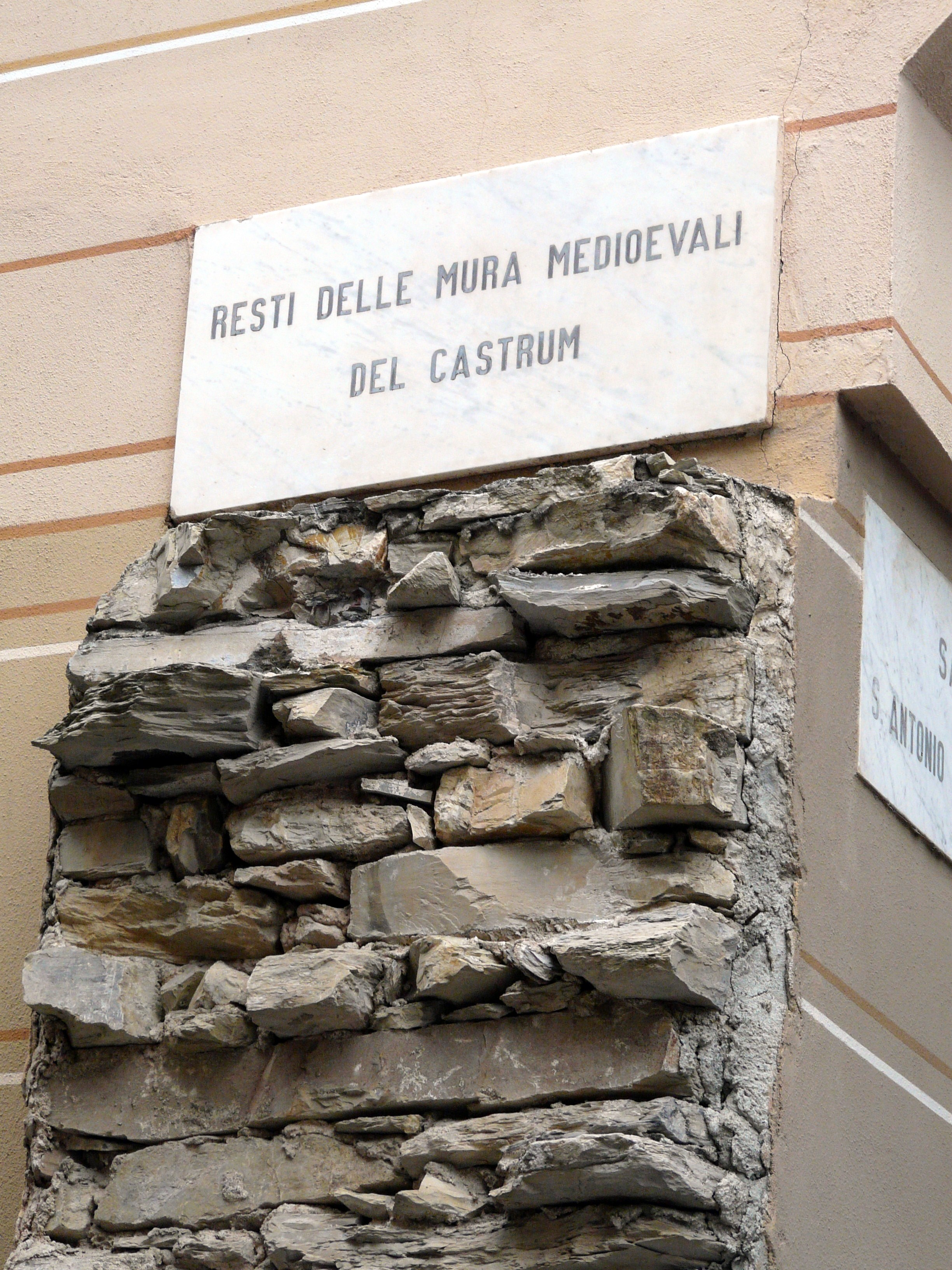
I resti delle medievali mura del castrum

La necropoli di Chiavari fu scoperta sul finire degli anni cinquanta del Novecento nel corso di alcuni scavi edili. A seguito del ritrovamento furono subito iniziati i necessari lavori per le rilevazioni archeologiche che, dopo un periodo di studio che va dal 1959 al 1969, gli storici datarono la necropoli pre-romana al VII secolo a.C..
Negli anni settanta i resti e i ritrovamenti furono spostati in un magazzino e l'area interessata venne destinata alla costruzione di palazzi ad uso abitativo. Con la collaborazione tra la Soprintendenza per i Beni Archeologici della Liguria e il Comune di Chiavari s'inaugurò infine il 19 aprile 1985 l'allora museo archeologico per la preistoria e la protostoria del Tigullio (dal 2013 museo archeologico di Chiavari).
Sede attuale del museo è, dal 1985, il celebre palazzo Rocca del XVIII secolo.

### Aree naturali
Nel territorio comunale è presente e preservato un sito di interesse comunitario per il particolare interesse naturalistico e geologico. Il sito - denominato "Pineta e lecceta di Chiavari" - è collocato nella zona nord-occidentale del territorio, nei pressi del santuario delle Grazie, lungo la strada statale 1 Via Aurelia, dove il paesaggio è caratterizzato dalla presenza di un bosco misto costituito prevalentemente da pini (Pinus halepensis, Pinus pinea, Pinus pinaster) e lecci. Sono inoltre presenti, tra elementi di macchia mediterranea e vegetazione rupestre, alcuni esemplari di orchidea ed euphorbia a doppia ombrella (Euphorbia biumbellata), quest'ultima molto rara nel territorio regionale.
Tra le specie animali tipiche del SIC chiavarese sono segnalate due specie di molluschi (Toffolettia stritiolata e Solatopupa pallida) legati ai substrati calcarei appartenenti alla formazione del monte Antola.

## Società

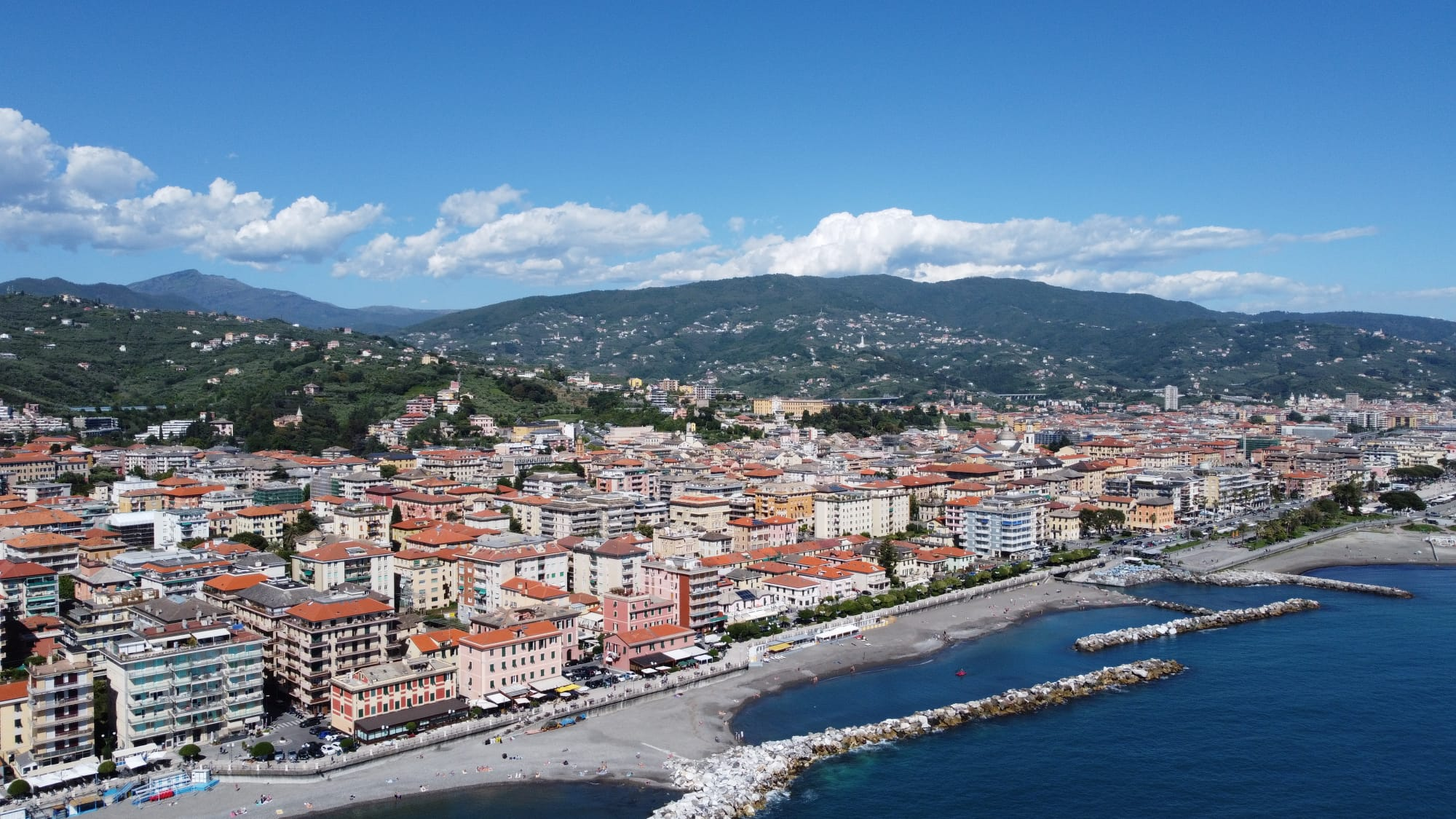
Panorama aereo della città

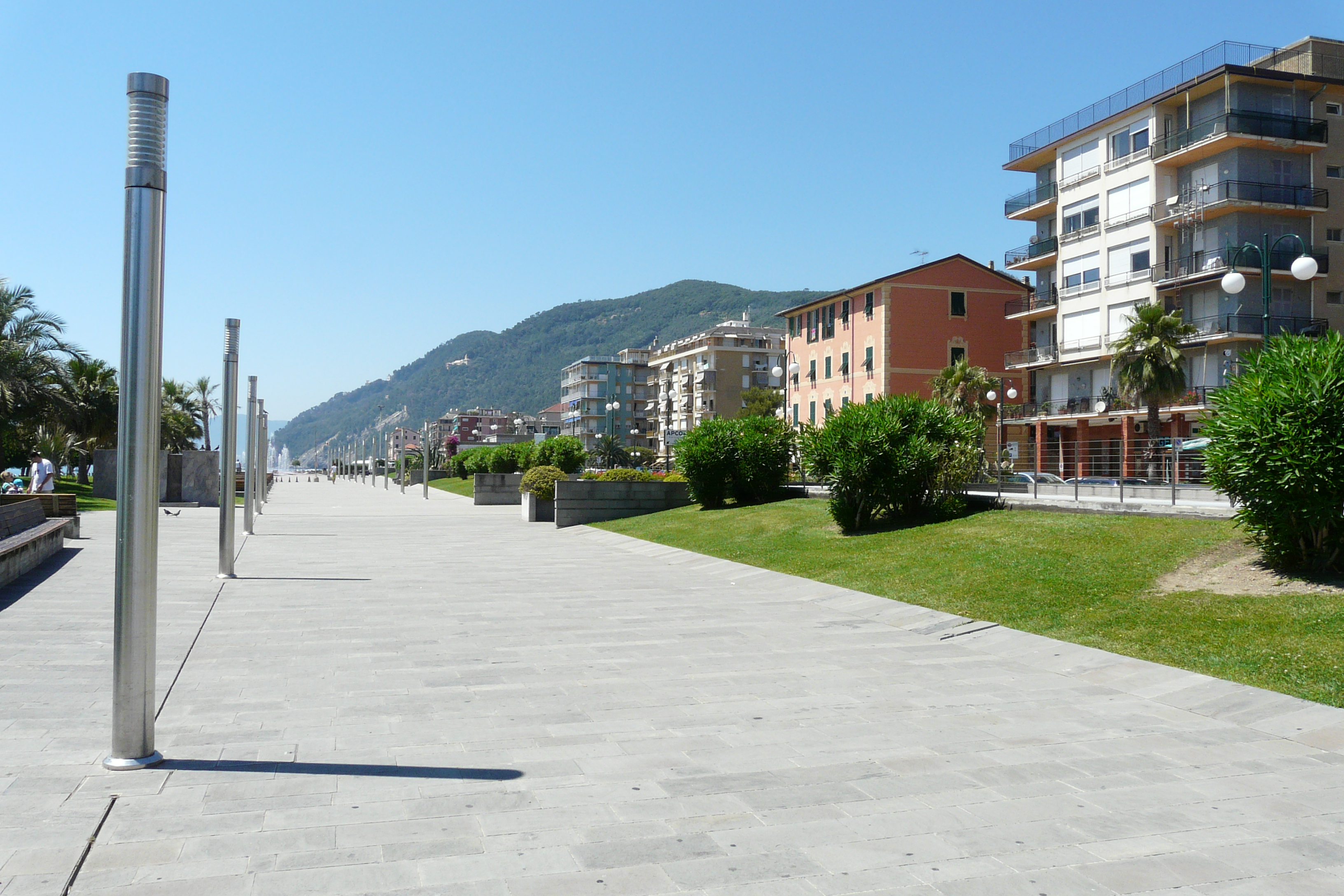
Corso Valparaiso, il lungomare chiavarese.

### Evoluzione demografica
Abitanti censiti

### Etnie e minoranze straniere
Secondo i dati Istat al 31 dicembre 2023, i cittadini stranieri residenti a Chiavari erano 2 401, pari all'8,76% dei residenti, , così suddivisi per le nazionalità  più significative:
- Albania 551
- Romania 273
- Ucraina 253
- Ecuador 224
- Cina] 157
- Moldavia 70
- Bangladesh 48
- Brasile 35
- Russia 30
- Repubblica Dominicana 27

## Cultura

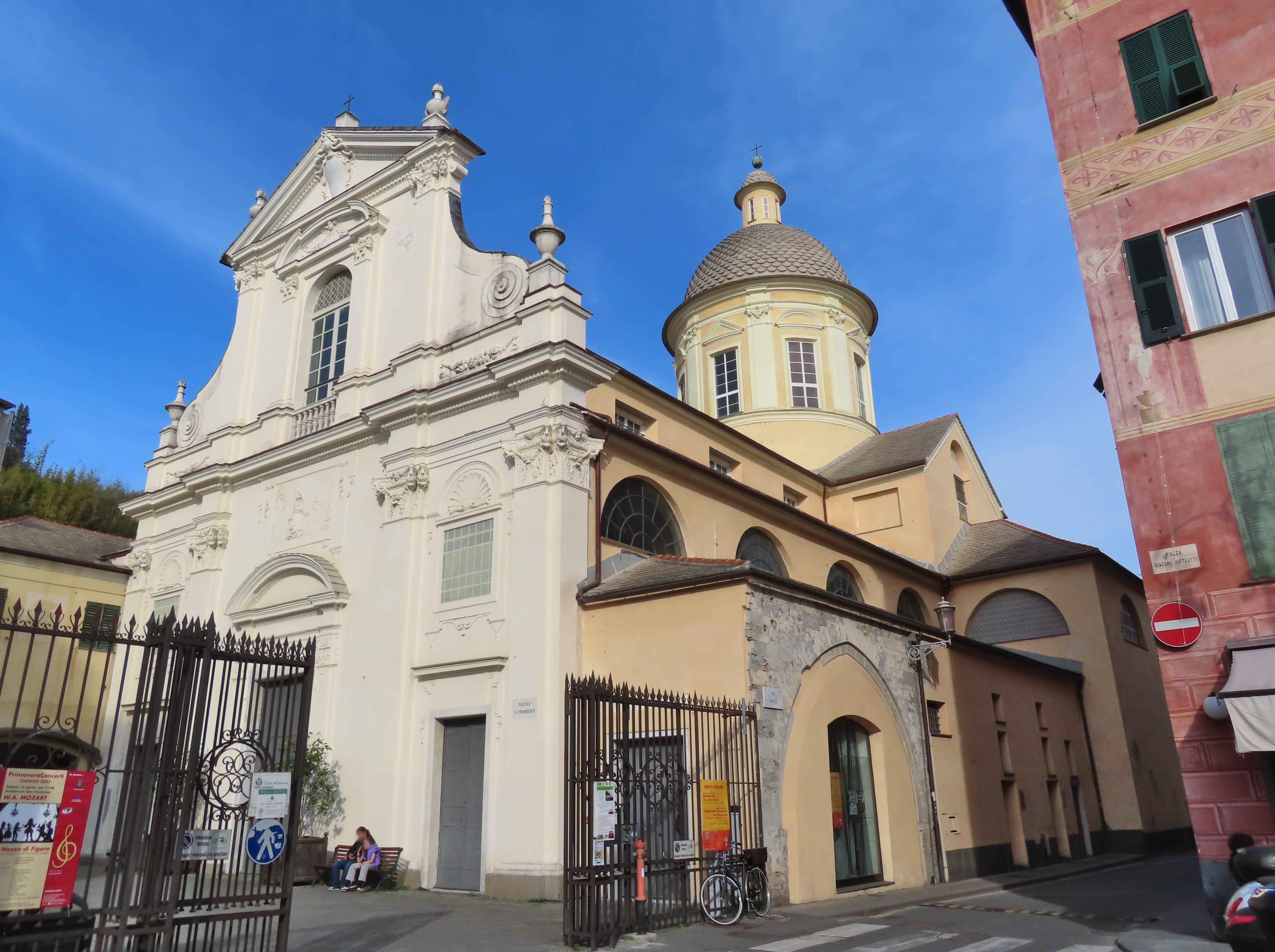
Auditorium di San Francesco, già chiesa parrocchiale.

### Istruzione

#### Scuole
Chiavari è sede dei seguenti istituti d'istruzione superiori statali, le cui sedi sono gestite dall'ente Città metropolitana di Genova:
- I.I.S.S. "Caboto" (diverse sedi distaccate) con indirizzi scolastici grafica e comunicazione, servizi commerciali, servizi per sanità ed assistenza sociale, operatore amministrativo - segretariale;
- I.I.S.S. "Da Vigo - Da Recco" (sede presso il seminario vescovile) con indirizzo liceo linguistico;
- I.I.S.S. "Natta - Deambrosis" con indirizzo istituto professionale manutenzione e assistenza tecnica, operatore alla riparazione dei veicoli a motore;
- I.T.S. "In memoria dei morti per la patria" (diverse sedi distaccate) con indirizzi scolastici amministrazione-finanza-marketing e costruzioni-ambiente-territorio;
- Liceo artistico "Luzzati" con indirizzi scolastici arti figurative, architettura e ambiente, design, scenografia;
- Liceo "Marconi - Delpino" (diverse sedi distaccate) con indirizzi scolastici liceo classico, liceo scientifico, liceo delle scienze umane e liceo economico-sociale;

Vi è inoltre un istituto superiore paritario - l'Istituto Gianelli Campus SRL - avente come indirizzo scolastico liceo scientifico (scienze applicate e sportivo).

#### Musei

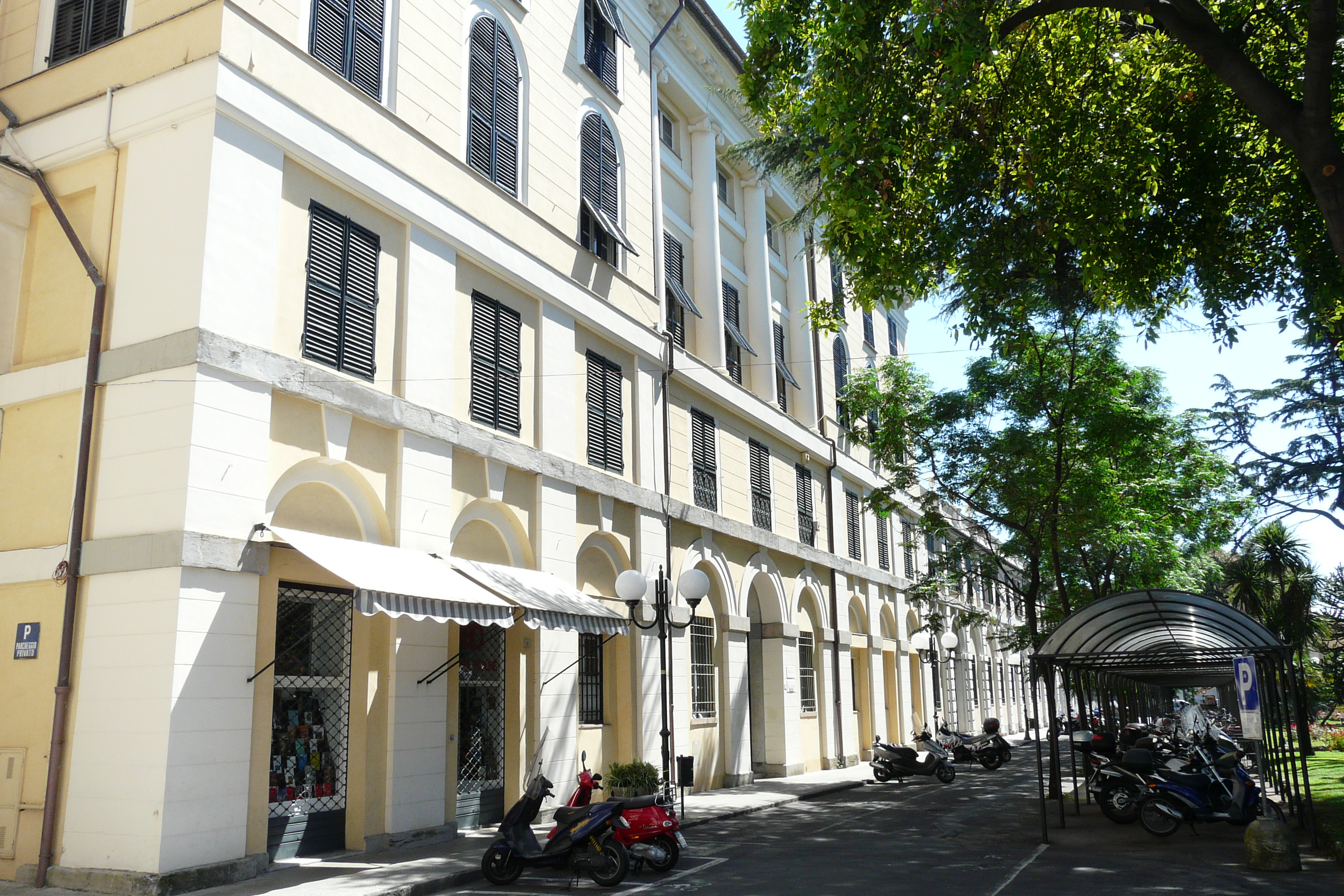
Il palazzo vescovile, sede del museo di fisica e diocesano.

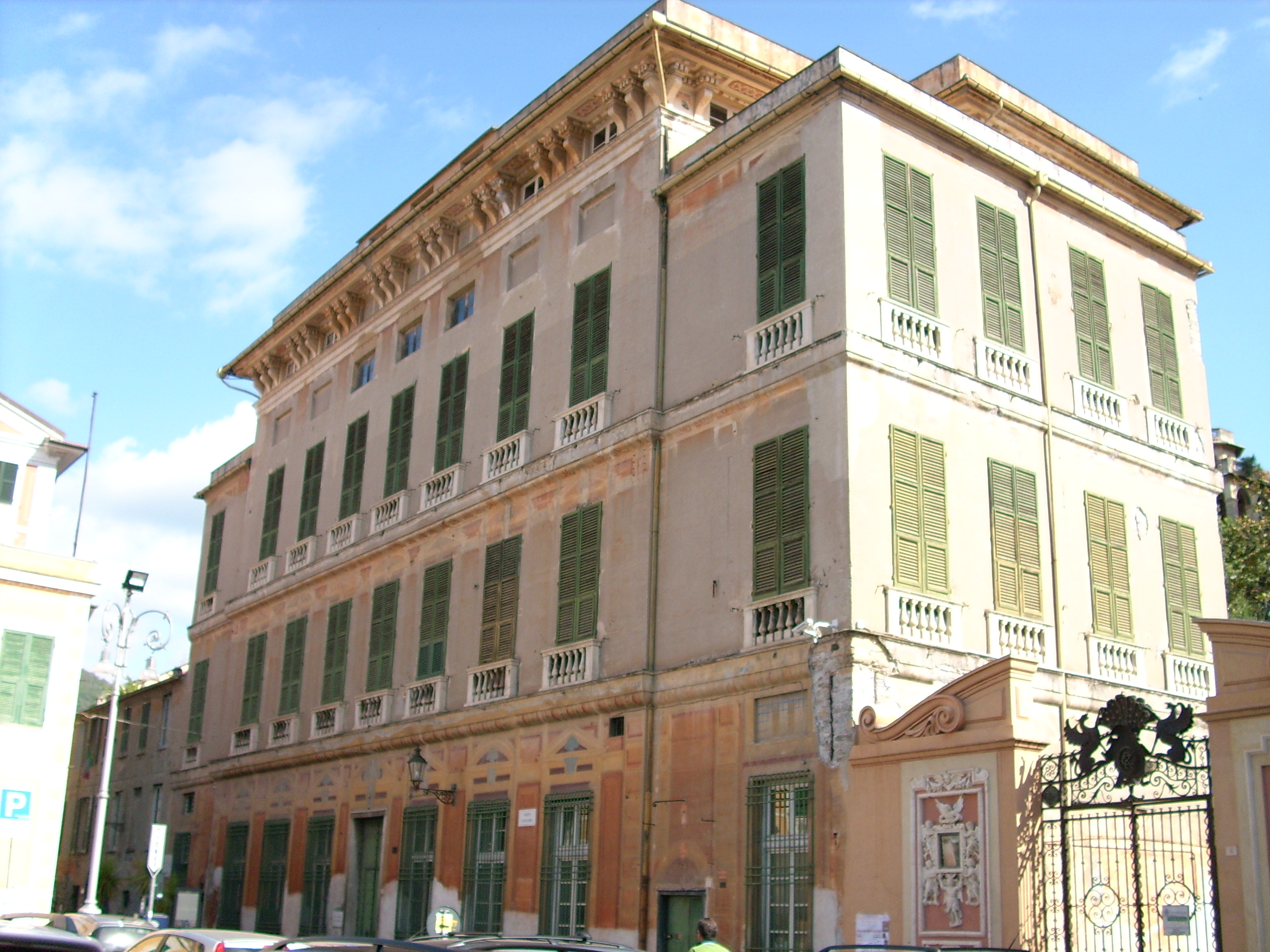
Palazzo Rocca, polo museale cittadino.

- Museo archeologico di Chiavari. Il museo fu inaugurato nel 1985[49] nelle sale delle antiche scuderie di palazzo Rocca. Il polo museale raccoglie, tra i vari reperti, il materiale rinvenuto durante gli scavi della necropoli preromana dell'VIII e VII secolo a.C., scoperta nel 1959[49].
- Museo di Fisica e meteo-sismologia "G. Sanguineti - G. Leonardini". Situato nelle sale del seminario vescovile di Chiavari è dotato di circa 300 strumenti scientifici, prevalentemente per uso didattico, datati dal XIX secolo alla prima metà del XX secolo, con alcuni apparati risalenti al XVIII secolo. Alcuni strumenti sono stati costruiti da costruttori locali operanti in Chiavari tra la metà del XIX secolo e la metà del XX secolo. Tutti gli strumenti sono collocati negli ambienti originali. La sala dei sismografi è nel suo primitivo ambiente originale e restaurata, con i suoi quattro sismografi potenzialmente operativi. Il museo[50][51] è diviso in tre sezioni: Gabinetto di Fisica, Sismologia e Meteorologia.
- Museo diocesano d'arte sacra. Il museo diocesano[52] fu ufficialmente aperto al pubblico nel 1984 nelle sale del palazzo vescovile (primo piano), attiguo al seminario. La sua apertura fu il frutto della collaborazione tra la diocesi di Chiavari e la Soprintendenza dei Beni Artistici e Storici della Liguria. All'interno del museo sono conservati dipinti, alcune sculture, oggetti in argento e pregiati tessuti provenienti dalle varie chiese e tempi religiosi della diocesi chiavarese. Poiché la costituzione della diocesi avvenne nel 1892, epoca recente rispetto alle altre storiche già presenti in Liguria, nel museo non esiste una vasta sezione dedicata alla storia della vicina cattedrale di Nostra Signora dell'Orto, ma numerose testimonianze delle chiese cittadine e del comprensorio. Tra le collezioni sono conservati alcuni dipinti ritraenti la Madonna col Bambino provenienti dalla locale chiesa di San Giovanni Battista, e altre opere pittoriche e oggetti sacri provenienti dalle chiese di Santa Margherita Ligure, Rapallo, Moneglia e Sestri Levante.
- Museo storico del Risorgimento. La nascita del museo, dedicato per lo più ai personaggi storici protagonisti del Risorgimento italiano, avvenne intorno agli anni quaranta a seguito della precedente mostra nel 1938 - curata dalla Società Economica e dal Comune di Chiavari - che riscosse grande interesse culturale. Dal 1959 si provvide alla definitiva collocazione - quella attuale - nelle sale del secondo piano del palazzo della società economica e della biblioteca cittadina.[53]. Da ricordare che Chiavari diede i natali ai padri di Giuseppe Garibaldi, Giuseppe Mazzini e Nino Bixio.
- Galleria Civica di Palazzo Rocca. La collezione comprende importanti opere pittoriche di scuola genovese, italiana, spagnola e fiamminga; in una quadreria intitolata a Pietro Torriglia, marchese locale, sono conservate opere del XVI e XVIII secolo e numerosi oggetti in ceramica e in porcellana nonché una serie di stampe dell'epoca.

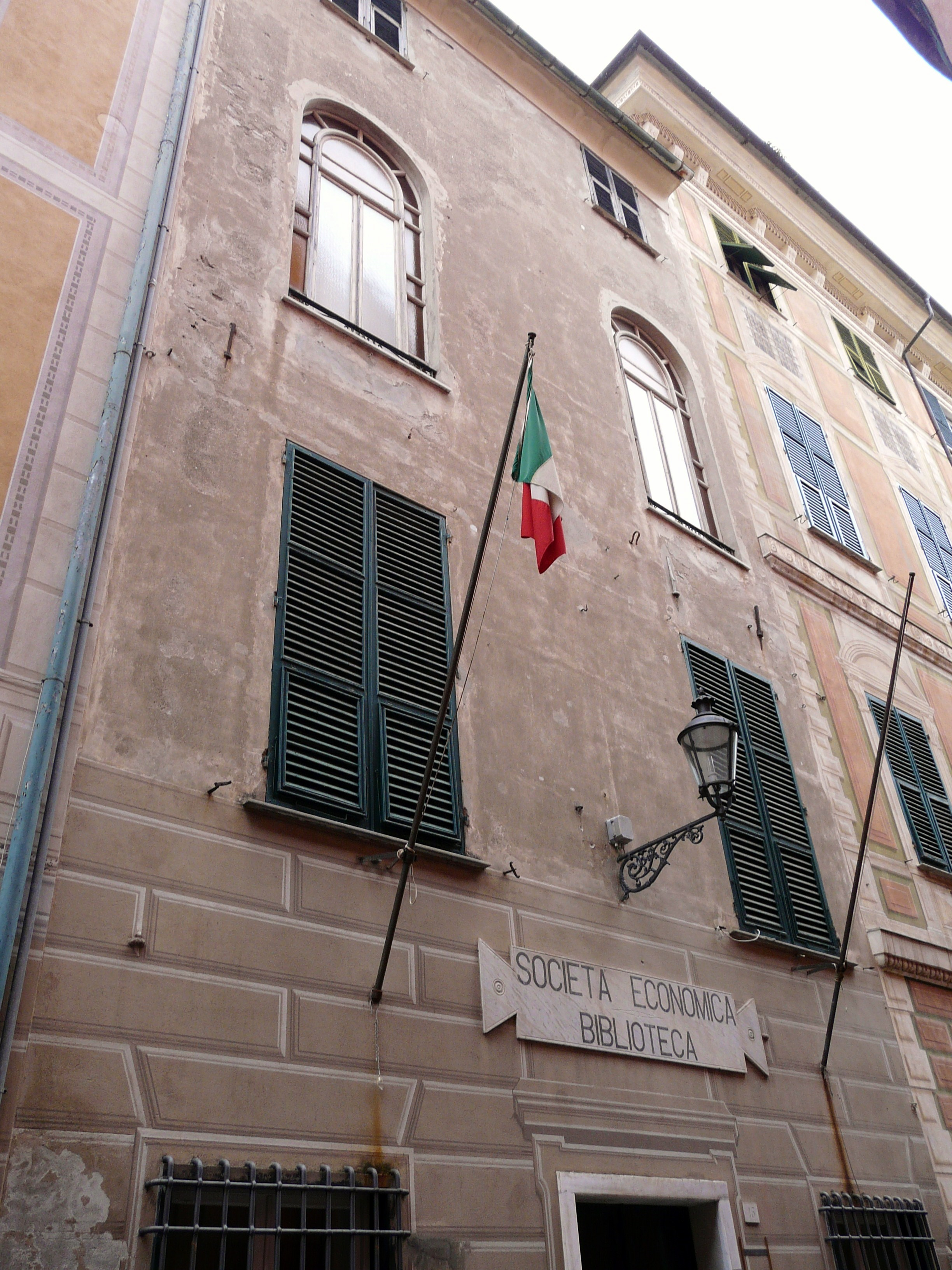
La sede della Società Economica

- Società Economica di Chiavari. Sita in un antico palazzo del centro storico di via Ravaschieri, restaurato nel 1969[54] - la società fu fondata nel 1791[54] grazie alla collaborazione tra i nobili e borghesi della città con i Padri delle locali scuole Pie (fra i quali Giuseppe Gregorio Maria Solari), entrambi attivi nel settore economico e culturale. Tra i maggiori promotori della società economica vi fu il marchese chiavarese Stefano Rivarola[54], ambasciatore a San Pietroburgo alla corte di Caterina II di Russia per la Repubblica di Genova. Già nel 1793[54] la società organizzò a Chiavari la prima esposizione industriale in Europa e ancora oggi è attiva nello sviluppo delle attività economiche, commerciali e culturali del territorio chiavarese e del Tigullio[54]. Nel 2004, in contemporanea con la manifestazione Genova capitale europea della cultura, ha curato diverse esposizioni e incontri culturali inerenti allo sviluppo del levante ligure[54]. Nel 2008 ha bandito un concorso per il "Premio di Architettura F.E. Delmonte"[54] mirato a premiare alcuni progetti di particolare qualità nell'ambito dell'architettura sostenibile nella fascia costiera mediterranea. Ospita una biblioteca, una quadreria e i musei cittadini museo "Lorenzo Garaventa" e il museo storico.

### Media
Agli inizi degli anni ottanta, a Chiavari aveva sede un'emittente televisiva (2RTV - TeleMare), nata dalla fusione di Due Riviere TV (fondata a Lavagna nel 1981) con TeleRama (aperta negli anni ottanta), che per un certo periodo ha anche trasmesso i programmi di Elefante TV e poi dell'emittente elvetica RTSI; l'emittente chiuse i battenti alla fine degli stessi anni ottanta. Anche la precedente emittente Tele Chiavari, fondata nel 1974, ebbe analogo destino.
Nel 1990, a Chiavari, nasce invece Teleradiopace, ubicata in corso Millo, una delle prime emittenti (insieme a quelle di Verona e di Roma) a ripetere il segnale di Telepace e di Sat 2000.
Nel settore radiofonico, a Chiavari è attiva da tempo Radio Aldebaran.

#### Stampa
A Chiavari è ubicata la redazione di stampa nel levante del quotidiano ligure de Il Secolo XIX.

### Musica
Fu in occasione delle festività per il Corpus Domini, nel 1807, che negli atti del comune di Chiavari compare per la prima volta la nascita di una banda musicale. Nei primi anni del Novecento in città si registrano le presenze di tre corpi bandistici: la "Banda Comunale", la "Banda Civica" e la "Banda della Società Operaia". Negli anni settanta avvenne la fusione tra la Banda cittadina "Città di Chiavari" con la "Società Filarmonica di Sestri Levante" (assumendo la nuova denominazione di Società Filarmonica di Chiavari e Sestri Levante), unione che perdurò fino al 1995 quando le due società scelsero di dividersi nuovamente in due distinti gruppi. Nel 2005 nasce la Banda della Società Filarmonica "Città di Chiavari".

### Cinema
Chiavari è stato il set per alcune scene del film C'era un cinese in coma, uscito nel 2000, di e con Carlo Verdone e nel 2013 di The Wolf of Wall Street di Martin Scorsese.

### Cucina
Nel territorio di Chiavari viene coltivata una particolare radice bianca (Radixe de Ciävai nel dialetto locale) ottenuta, secondo alcune nozioni storiche, dopo un intenso lavaggio e strofinio che permette di raggiungere una caratteristica colorazione. La coltivazione avviene dopo una coltura da rinnovo e appartiene alla specie delle cicorie.

### Eventi

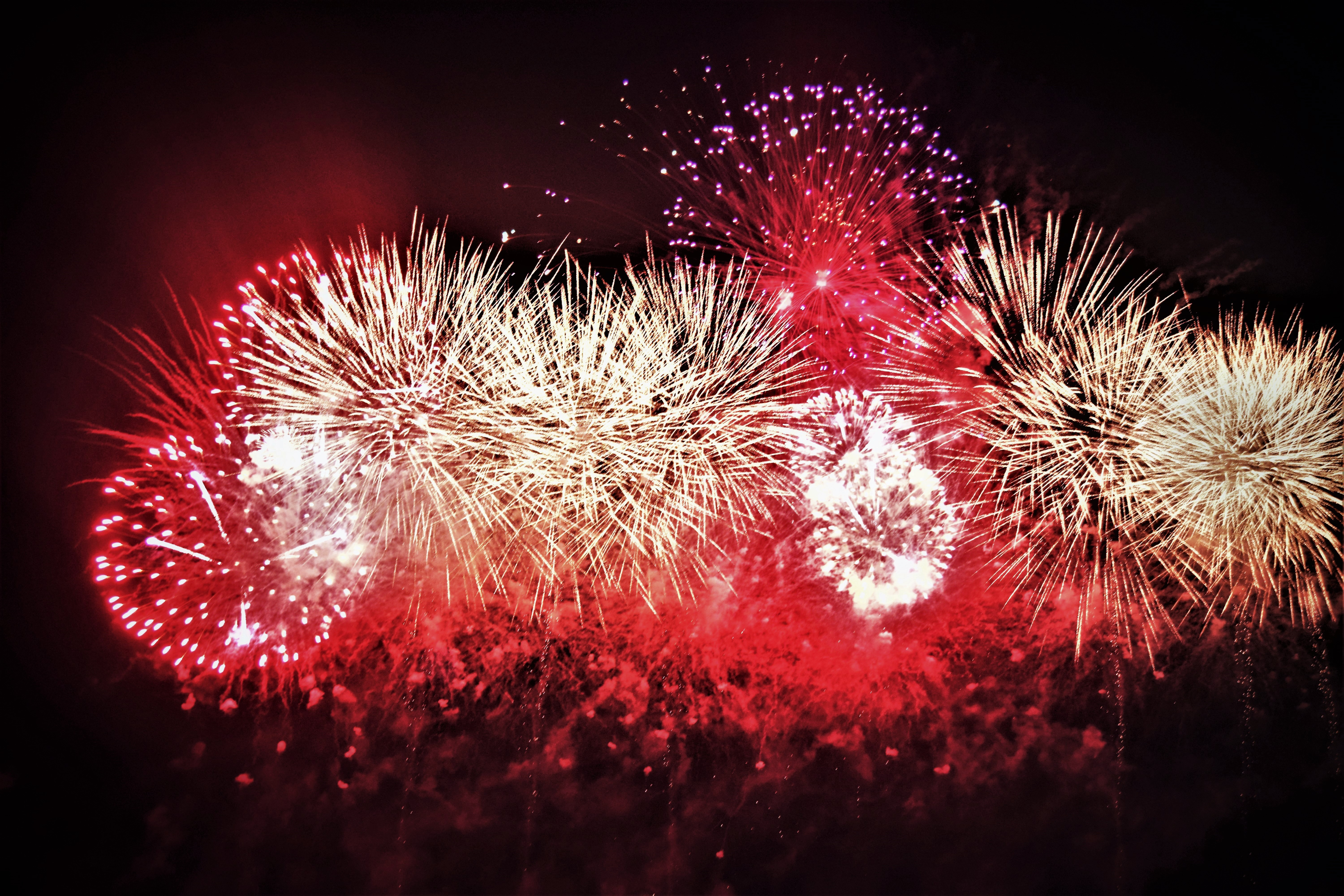
I fuochi d'artificio in occasione della festa patronale di Nostra Signora dell'Orto (2 luglio).

- Palio marinaro del Tigullio. Santa Margherita Ligure, San Michele di Pagana, Rapallo, Zoagli, Chiavari, Lavagna e Sestri Levante si sfidano ogni anno, tra maggio ed agosto, in una serie di gare di canottaggio su gozzi tradizionali liguri nelle acque del golfo del Tigullio. La prima edizione si avviò nel 1974.
- Praemium Classicum Clavarense, riconoscimento culturale assegnato annualmente allo studioso che più si è distinto nel campo degli studi classici.
- Rassegna di teatro dialettale "Elio Rossi", tra la fine di giugno e il mese di luglio, presso il parco comunale di Villa Rocca. Giunta nel 2012 alla 25ª edizione, ed organizzato dal 1988 dalla locale Associazione culturale "O Castello", la manifestazione mette sul palcoscenico diverse opere e scenette teatrali, per lo più commedie e rigorosamente interpretate nel dialetto genovese, con la partecipazione di personaggi e attori provenienti dalle principali compagnie amatoriali della Liguria.
- Premio "Ciävai" di poesia, interpretati nei diversi dialetti della Liguria, promosso e organizzato dal 1983 dall'Associazione culturale "O Castello".
- Tra i più importanti avvenimenti che vi furono in passato si ricorda la visita di papa Giovanni Paolo II il 18 e 19 settembre 1998[42]. Il 17 settembre 2011 al papa polacco è stata intitolata l'area della "Colmata"[58] dove si svolse tredici anni prima la Santa Messa.
- Chiavari ha ospitato il 20 e 21 maggio 2006 il 46º "Raduno Nazionale Suonatori di Campane" organizzato dall'Associazione Campanari Liguri, che si svolge ogni anno in una regione italiana ad opera delle diverse associazione presenti sul suolo Nazionale.
- Festa patronale di Nostra Signora dell'Orto, il 2 e il 3 luglio con annessa processione, fiera e bancarelle.
- Confeugo: antica manifestazione che si tiene a metà dicembre con le maschere tradizionali di "Rebello" e "Rebellun-a" che espongono ironicamente tutti i "mugugni" (lamentele) sui problemi solitamente insoluti della città al Sindaco e alla civica amministrazione.

## Geografia antropica

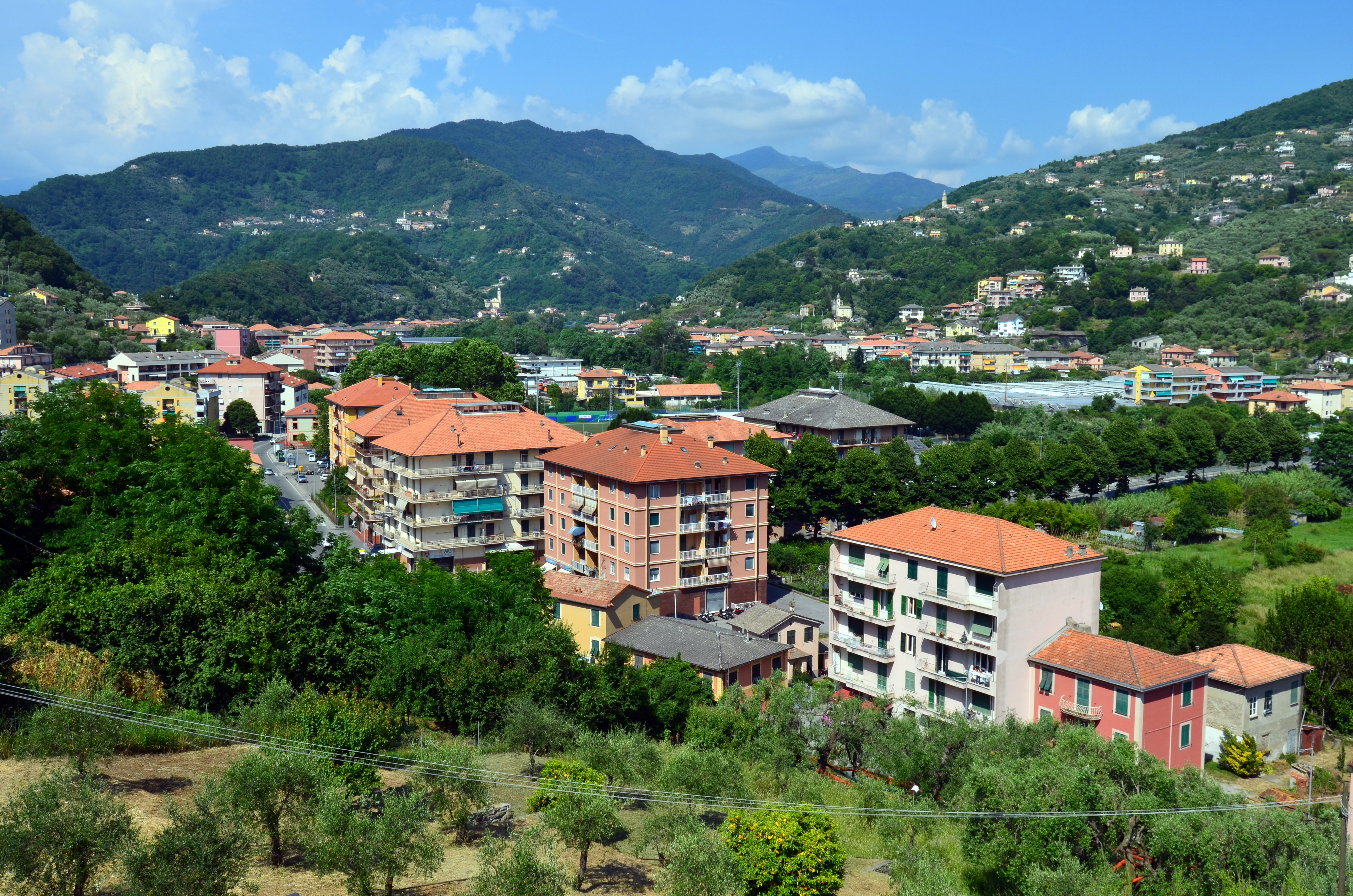
Il quartiere di Caperana

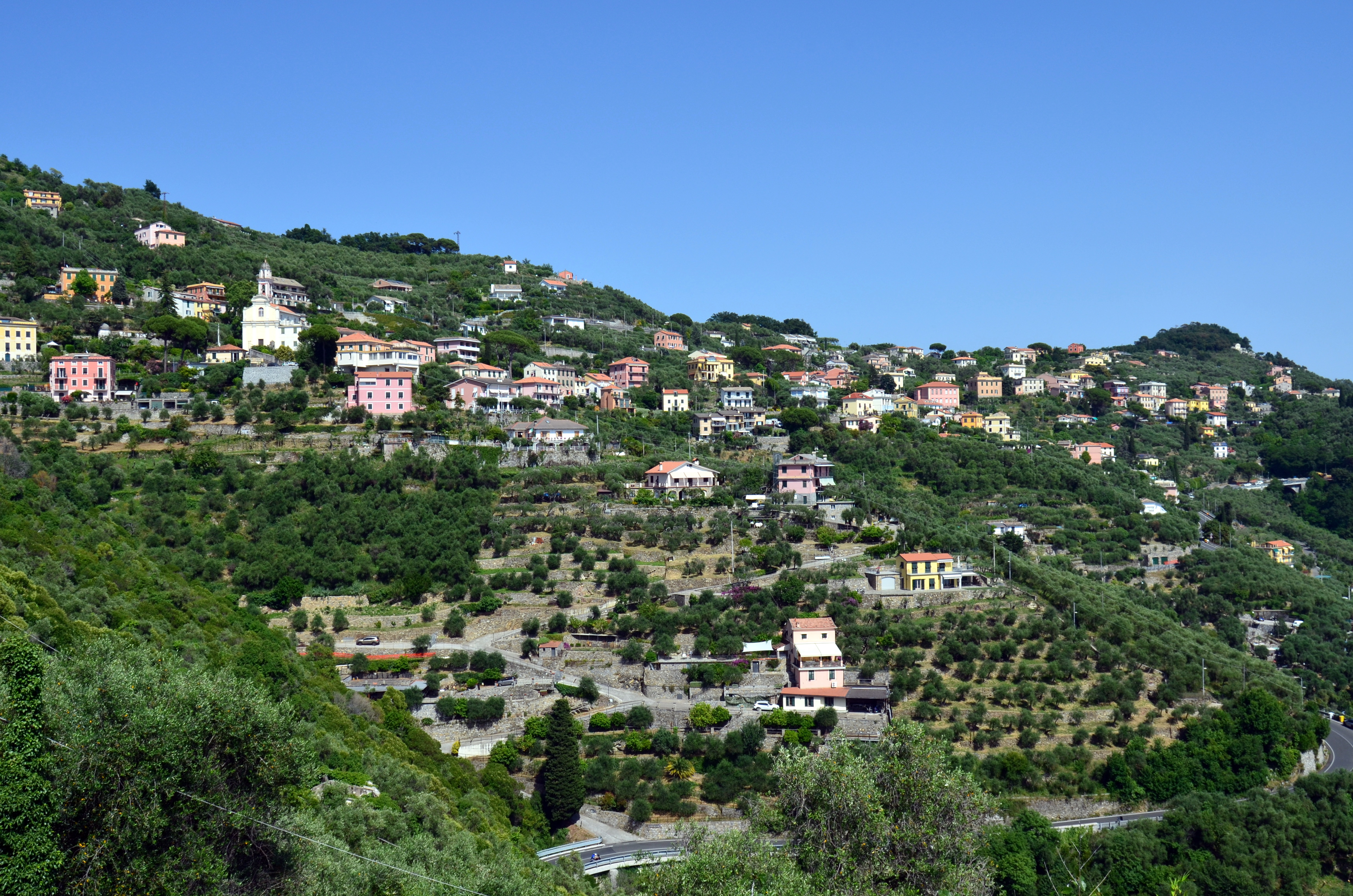
La frazione di Sant'Andrea di Rovereto

Il territorio comunale è costituito dalle frazioni di Campodonico, Maxena, Sanguineto, Sant'Andrea di Rovereto per un totale di 12,23 km².
Confina a nord con i comuni di Leivi e Carasco, a sud è bagnato dal mar Ligure, a ovest con Zoagli ed est con Cogorno e Lavagna.

### Urbanistica
Il centro storico chiavarese può essere considerato una delle zone meglio conservate e preservate dell'intero comprensorio del Tigullio. La sua struttura urbana e architettonica è infatti molto diversa dagli altri comuni rivieraschi, soprattutto per la numerosa presenza dei portici medievali lungo la via principale del nucleo storico - il Caruggio Dritto - (via Martiri della Liberazione e via Vittorio Veneto) - simbolo per eccellenza del ceto borghese dalla seconda meta del XIV secolo.
In passato, qui si concentravano (soprattutto nei "bassi" delle case e dei palazzi) le maggiori attività legate alla produzione artigianale e "di bottega", ma anche in epoca più moderna e contemporanea mantiene, di fatto, una destinazione commerciale. Una maggiore rivalutazione dell'area si ebbe con la pedonalizzazione, dagli anni novanta del Novecento, della via principale e di alcune vie laterali, che lo hanno reso di fatto un pregiato "salotto pedonale". La sua struttura ricalca l'antica "Cittadella", cuore dell'antico borgo medievale chiavarese, con i pregiati palazzi decorati nel classico stile genovese. Il caratteristico centro storico, rinomato ed apprezzato, è meta di numerosi turisti soprattutto durante il periodo primaverile ed estivo.
Verso l'entroterra del territorio comunale si sviluppano i quartieri più moderni come Sampierdicanne, Ri (Piani di Ri e Ri Basso) e Caperana costituiti, oltre che da unità densamente abitative, anche da realtà artigianali e produttive. Sulle prime colline sorgono i nuclei di Campodonico, Maxena, Sanguineto e Sant'Andrea di Rovereto, queste ultime riconosciute dallo statuto comunale come frazioni.

## Economia
La città è un importante centro commerciale del comprensorio tigullino con la presenza di piccole e medie imprese legate all'attività cantieristica-navale, metalmeccanica, della gomma e della lavorazione dell'ardesia. Tra le realtà artigianali si conservano antichi mestieri come la fabbricazione della famosa "sedia di Chiavari" (la "chiavarina"), oppure l'arte tessile finalizzata alla realizzazione di merletti e di macramè.
Sul territorio si sono sviluppate, inoltre, attività economiche legate all'agricoltura, floricoltura e alla pesca ittica.
Dalla fine dell'Ottocento e dal Novecento in poi si presenta come una cittadina dedicata soprattutto alle attività del settore terziario con la presenza di attività ricettive e balneari.
L'importanza economica della città, e del suo circondario, sarà la base per l'istituzione nel 1870 del Banco di Chiavari e della Riviera Ligure (in origine Banco di Sconto del Circondario di Chiavari).
A Chiavari hanno sede l'azienda Artematica, produttrice di software e rinomata a livello internazionale nello sviluppo di videogiochi, e le Edizioni Cavalcare.
La località ha ottenuto dalla FEE-Italia (Foundation for Environmental Education) il conferimento della bandiera blu per la qualità delle sue spiagge e per la qualità dei servizi del porto turistico ("Marina di Chiavari").

## Infrastrutture e trasporti

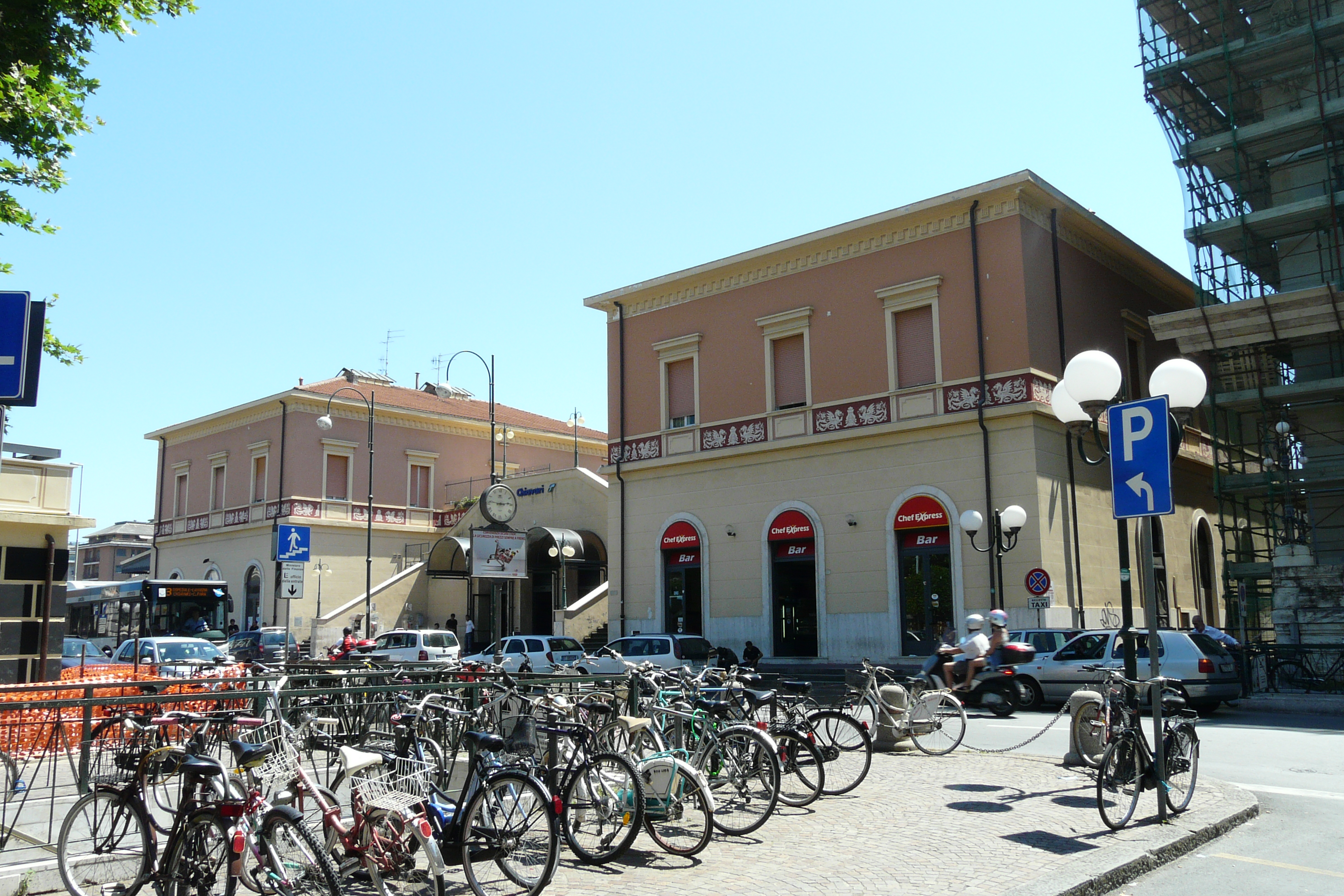
La stazione di Chiavari

### Strade
Il centro di Chiavari è attraversato principalmente dalla strada statale 1 Via Aurelia che permette il collegamento stradale con Zoagli, a ovest, e con Lavagna a est; la provinciale 32 consente il collegamento con il territorio di Leivi. Inoltre è raggiungibile anche grazie al proprio casello autostradale sull'autostrada A12.
Grazie alla sua posizione geografica, posta al centro del golfo del Tigullio, la città di Chiavari viene considerata un importante nodo stradale e sbocco da e per la val Fontanabuona - da qui diparte la strada statale 225 della Val Fontanabuona - e con l'attigua Lavagna delle altre valli Graveglia, Sturla e Aveto permettendo così la comunicazione stradale e commerciale tra la costa rivierasca e l'immediato entroterra del levante genovese.

### Ferrovie
Chiavari è servita dalla omonima stazione ferroviaria, inaugurata nel 1868, sulla linea Genova-Pisa.

### Mobilità urbana
Dall'autostazione di Chiavari (divisa in 3 sedi diverse: Piazza Nassiriya, Piazza Roma e Corso Buenos Aires) un servizio di trasporto pubblico locale gestito dall'AMT garantisce quotidiani collegamenti bus urbani e interurbani con le principali località del territorio comunale, del comprensorio del Tigullio, della val Fontanabuona, della valle Sturla, della val d'Aveto e della val Graveglia.
Ulteriori collegamenti interurbani arrivano fino a Bargagli e poi a Genova, facendo capolinea davanti alla stazione di Genova Brignole.

## Amministrazione

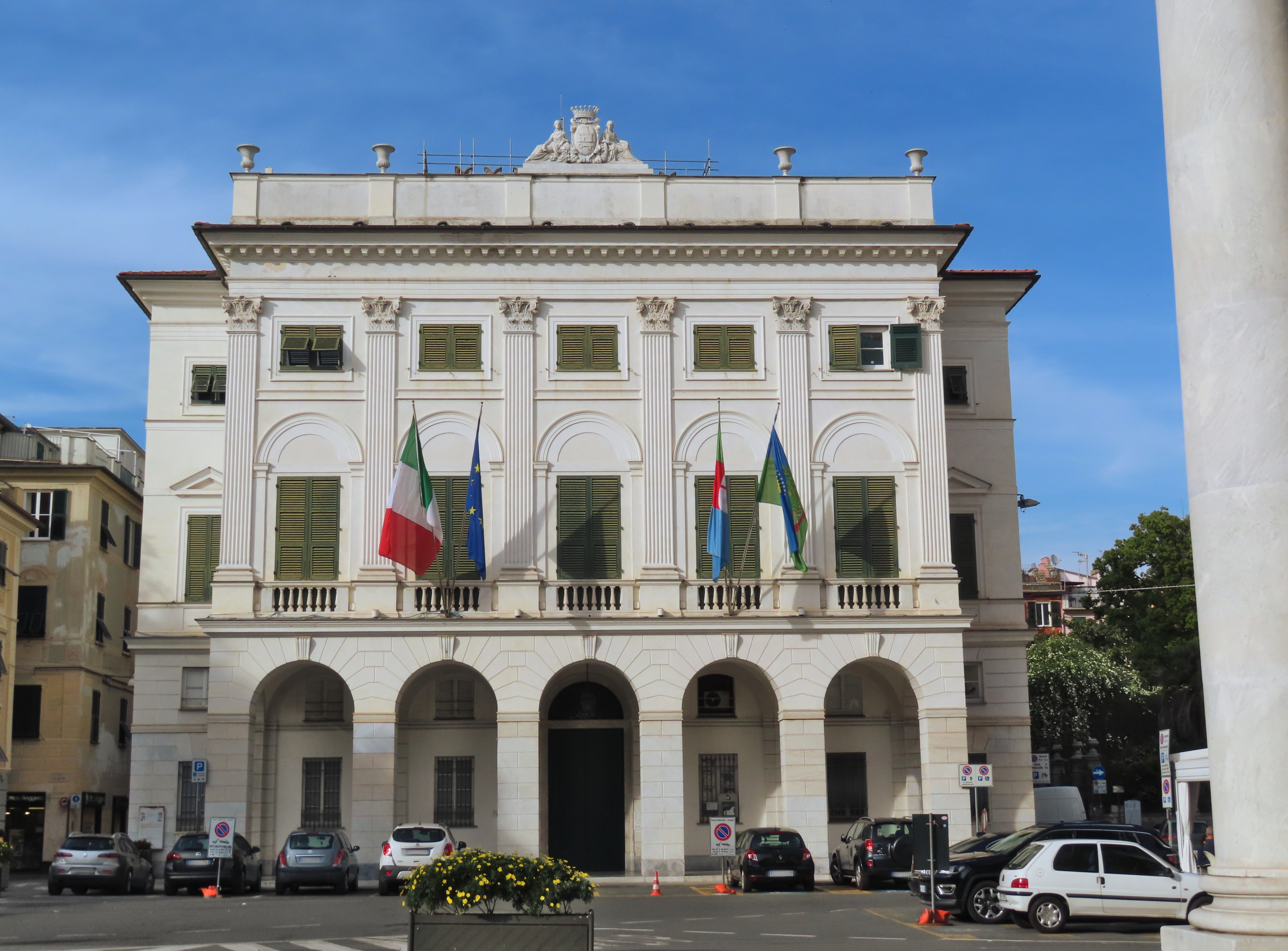
Palazzo Bianco, sede del municipio.

| Periodo           | Periodo          | Primo cittadino              | Partito                                                                                                  | Carica         | Note          |
| ----------------- | ---------------- | ---------------------------- | --- | -------------- | ------------- |
| 1945              | 1949             | Colombo Sannazzari           | Democrazia Cristiana                                                                                     | Sindaco        |               |
| 1949              | 1956             | Giovanni Salvatore Chiarella | Democrazia Cristiana                                                                                     | Sindaco        |               |
| 1956              | 1960             | Raffaele Ferretti            | Democrazia Cristiana                                                                                     | Sindaco        |               |
| 1960              | 1981             | Luigi Gatti                  | Democrazia Cristiana                                                                                     | Sindaco        |               |
| 1981              | 1983             | Giuseppe Razzetta            | Democrazia Cristiana                                                                                     | Sindaco        |               |
| 16 settembre 1985 | 17 giugno 1989   | Mazarino De Petro            | Democrazia Cristiana                                                                                     | Sindaco        |               |
| 17 giugno 1989    | 7 ottobre 1989   | Cesare Ricci                 | | Comm. straord. |               |
| 27 dicembre 1989  | 12 agosto 1993   | Renzo Repetto                | Democrazia Cristiana                                                                                     | Sindaco        | [ 61 ]        |
| 12 agosto 1993    | 6 dicembre 1993  | Bruno D'Alfonso              | | Comm. straord. | [ 62 ]        |
| 6 dicembre 1993   | 17 novembre 1997 | Vittorio Agostino            | Lega Nord                                                                                                | Sindaco        |               |
| 17 novembre 1997  | 28 maggio 2002   | Vittorio Agostino            | Lega Nord, Chiavari Avanti Così (Coalizione di centro-destra e lista civica)                             | Sindaco        |               |
| 11 giugno 2002    | 7 gennaio 2003   | Alessandra De Barbieri       | Chiavari Avanti Così (lista civica di centro-destra)                                                     | Sindaco        | [ 63 ]        |
| 7 gennaio 2003    | 10 giugno 2003   | Ferdinando Buffoni           | | Comm. straord. | [ 64 ]        |
| 10 giugno 2003    | 23 febbraio 2007 | Sergio Poggi                 | DS, DL, Mignone per Poggi, Sinistra per Poggi Sindaco (Coalizione di centro-sinistra e di liste civiche) | Sindaco        | [ 65 ]        |
| 23 febbraio 2007  | 29 maggio 2007   | Vincenzo Pellegrini          | | Comm. straord. | [ 66 ]        |
| 31 maggio 2007    | 22 maggio 2012   | Vittorio Agostino            | Chiavari Avanti Così, Uomini e Città (Coalizione di liste civiche di centro-destra)                      | Sindaco        | [ 67 ]        |
| 22 maggio 2012    | 27 giugno 2017   | Roberto Levaggi              | PdL, Chiavari nel Cuore, Chiavari Domani (Coalizione di centro-destra e di liste civiche)                | Sindaco        | [ 68 ]        |
| 27 giugno 2017    | 23 agosto 2021   | Marco Di Capua               | Marco Di Capua Sindaco, Avanti Chiavari, Maestrale (Coalizione di liste civiche di centro-destra)        | Sindaco        | [ 69 ] [ 70 ] |
| 23 agosto 2021    | 26 giugno 2022   | Silvia Stanig                | | Vicesindaco    | [ 71 ] [ 72 ] |
| 26 giugno 2022    | in carica        | Federico Messuti             | Di Capua Avanti Chiavari, Maestrale, Partecip@ttiva (Coalizione di liste civiche di centro-destra)       | Sindaco        |               |

## Sport
Lo sport a Chiavari iniziò a svilupparsi nella seconda metà del XIX secolo, con la fondazione della Società di Tiro a Segno nel 1863 e della Società Ginnastica Pro Chiavari - a carattere polisportivo - nel 1893. Agli inizi del secolo successivo furono attive nel podismo la Veloce Club Chiavari e nel calcio l'Ardita Juventus e l'Entella, quest'ultima fondata nel 1914, mentre al termine della prima guerra mondiale sorsero la Bocciofila Chiavarese e la polisportiva Sport Club Aurora, entrambe nel 1919.
La tradizione sportiva cittadina - arrivata a ricomprendere oltre sessanta società contemporaneamente attive - si sviluppò su questi pionieristici sodalizi, portando nel tempo le squadre locali alla conquista di titoli nazionali ed europei in molteplici discipline. Sportivi chiavaresi si sono inoltre laureati Campioni d'Italia, d'Europa, del Mondo ed hanno preso parte a diverse edizioni dei Giochi olimpici, mentre la città stessa ha ospitato a più riprese manifestazioni sportive a carattere nazionale ed internazionale.

### Discipline sportive

#### Atletica leggera
Ad inizio XX secolo sia la Pro Chiavari sia la Veloce Club Chiavari furono attive oltre che con i propri atleti, anche nell'organizzazione di corse cittadine. Negli anni 1920 anche l'Aurora Chiavari si dedicò all'attività podistica, mentre a livello individuale il chiavarese Mario De Negri fu parte della staffetta 4x400 metri ai Giochi olimpici di Los Angeles 1932.
Tra le società cittadine attualmente attive nell'atletica leggera vi sono l'Atletica Levante, la Chiavari-Tigullio Outdoor ed i Maratoneti del Tigullio.

#### Bocce

La formazione della Bocciofila Chiavarese vincitrice della Coppa Europa nel 1991, cui seguirono altre cinque affermazioni.

La Bocciofila Chiavarese raccolse i suoi principali successi tra il 1990 e il 1998, quando ottenne sette Scudetti consecutivi e sei Coppe Europa, di cui cinque consecutive. Milita in Serie A2.

#### Calcio
Agli albori del calcio in Italia due giocatori chiavaresi vinsero in più occasioni il campionato: Paolo Rossi fu campione d'Italia per quattro volte con la maglia del Genoa, Mario Cevenini raggiunse lo stesso traguardo una volta con l'Inter ed un'altra con la Novese. La pratica di questo sport ebbe una buona diffusione in città e vennero fondate le prime due compagini: l'Ardita Juventus che prese parte alla Promozione 1914-1915 e l'Entella che - dopo una breve fusione con la Pro Chiavari - esordì nel 1920 e raggiunse il secondo livello assoluto nel 1922 schierando principalmente giocatori locali, tra i quali Enrico Sannazzari; anche l'Aurora Chiavari avviò una sua sezione calcio nel 1919. Dagli anni 1930 l'Entella emerse quale principale compagine cittadina, disputando numerosi campionati in Serie C fino agli anni 1970 in cui abbandonò il terzo livello del campionato.
A cavallo tra il XX e il XXI secolo emersero altri calciatori locali come Umberto Calcagno, Campione d'Italia con la Sampdoria e - dopo il ritiro - presidente dell'Associazione Italiana Calciatori, Simone Basso e Silvano Raggio Garibaldi. Negli anni 2010 per la prima volta una seconda squadra cittadina raggiunse un livello superiore a quello dei campionati regionali - il Chiavari Calcio Caperana che prese parte alla Serie D - e la Virtus Entella, denominazione assunta nel 2005 dallo storico sodalizio, ottenne al culmine di un periodo di forte crescita sportiva la promozione in Serie B, cui ha preso parte per complessive sette stagioni. Nella stagione 2025-2026 milita in Serie B.
La città è inoltre sede di una delegazione distrettuale della Federazione Italiana Giuoco Calcio che organizza annualmente i gironi locali dei campionati di Seconda Categoria e di Terza Categoria e di una sezione dell'Associazione Italiana Arbitri, nella quale si formò tra gli altri il chiavarese Alberto Picasso. Fino al 2011 Chiavari fu sede dell'Entella Femminile, che raggiunse la Serie A2 e nel 2019 ospitò una squadra di beach soccer, denominata anch'essa Virtus Entella.
Le società calcistiche chiavaresi:
- Virtus Entella, militante nel campionato di Serie B;
- A.S.D. Caperanese 2015, militante nel campionato di Promozione;
- S.S. Panchina, militante nel campionato di Promozione;
- A.C.D. Riese, militante nel campionato di Prima Categoria;
- A.C.D. Marina Giulia, militante nel campionato di Seconda Categoria;
- G.S. Ri Calcio, militante nel campionato di Seconda Categoria;
- A.C.D. Entella Chiavari 1914, militante nel campionato di Terza Categoria;
- A.S.D. Portofino 84, militante nel campionato di Terza Categoria.

#### Canoa polo
La squadra cittadina Pro Scogli Chiavari ottenne la vittoria del suo primo campionato italiano nel 1998, cui ne seguirono altri undici, oltre a cinque Coppe Italia e tre European Club Championship. Il sodalizio è iscritto alla Serie A ed il giocatore più rappresentativo è il chiavarese Luca Bellini, capitano della Nazionale italiana Campione del mondo nel 2016 e allenatore di entrambe le compagini.

#### Ciclismo
La Pro Chiavari avviò sin dalla fondazione una sezione ciclistica, disciplina in seguito praticata dall'Aurora Chiavari che fu attiva nel ciclismo dilettantistico lanciando alcuni corridori nel mondo del professionismo. Dagli anni 2010 è dedita unicamente all'organizzazione di manifestazioni sportive, come la tappa del Giro d'Italia 2015 che partì da Chiavari il 12 maggio.
Chiavari è stata negli anni la città di arrivo delle seguenti tappe del Giro d'Italia:
| Anno | Tappa | Partenza | km  | Vincitore di tappa | Maglia rosa        |
| ---- | ----- | -------- | --- | ------------------ | ------------------ |
| 1958 | 6ª    | Mondovì  | 258 | Silvano Ciampi     | Giovanni Pettinati |

È stata inoltre sede di partenza delle seguenti tappe del Giro d'Italia:
| Anno | Tappa | Arrivo                              | km  | Vincitore di tappa | Maglia rosa        |
| ---- | ----- | ----------------------------------- | --- | ------------------ | ------------------ |
| 1958 | 7ª    | Forte dei Marmi                     | 115 | Guido Boni         | Giovanni Pettinati |
| 1994 | 18ª   | Passo del Bocco (cron. individuale) | 35  | Evgenij Berzin     | Evgenij Berzin     |
| 2015 | 4ª    | La Spezia                           | 150 | Davide Formolo     | Simon Clarke       |

La città fu sede di partenza di tappe del Giro d'Italia anche nel 1994 e 1958, edizione quest'ultima che la vide inoltre sede di arrivo della frazione partita da Mondovì vinta dal toscano Silvano Ciampi. Chiavari fu inoltre sede di arrivo del Giro dell'Appennino nel 2016 e nel 2017. Dal 2018 è professionista il ciclista locale Luca Raggio.

#### Ginnastica

Guido Figone, ginnasta della Pro Chiavari otto volte Campione italiano e olimpionico a e.

La squadra femminile della Pro Chiavari ottenne il titolo di Campione d'Italia al X concorso nazionale disputatosi a Venezia nel 1920. Dal punto di vista individuale trascorse la sua carriera nella società il ginnasta chiavarese Guido Figone, che fu recordman di vittorie nel Concorso individuale ai Campionati italiani assoluti con 8 successi consecutivi dal 1948 al 1955 e olimpionico ai Giochi di Londra 1948 e Helsinki 1952. Nell'edizione del 1948 durante la premiazione della competizione del cavallo con maniglie - da lui conclusa al quinto posto - gli venne erroneamente consegnata la medaglia di bronzo.
Nel 1969 la società fu insignita della Stella d'oro al merito sportivo e la squadra maschile partecipò al Campionato di Serie A2 per diversi anni, fino al 2012.

#### Nuoto e pallanuoto
Sia la Pro Chiavari, sia l'Aurora Chiavari praticarono il nuoto di fondo: ai Campionati italiani estivi di nuoto 1910 la staffetta della Pro Chiavari ottenne la medaglia d'argento nella 3x200 m in mare. Tra i nuotatori cittadini, Edoardo Stochino ottenne la medaglia di bronzo agli Europei 2014, nella 25 km.
Risale al 1946 la fondazione della Rari Nantes Chiavari - in seguito Chiavari Nuoto - attiva oltre che nel nuoto e nel nuoto sincronizzato anche nella pallanuoto, specialità in cui ha partecipato per nove volte alla Serie A1, la più recente nel 2008. Tra i pallanuotisti locali Andrea Mangiante ha vinto otto Scudetti e tre Euroleghe in forza alla Pro Recco, Stefano Luongo uno scudetto con la medesima formazione, oltre alla Medaglia d'oro ai Mondiali 2019.

#### Pugilato

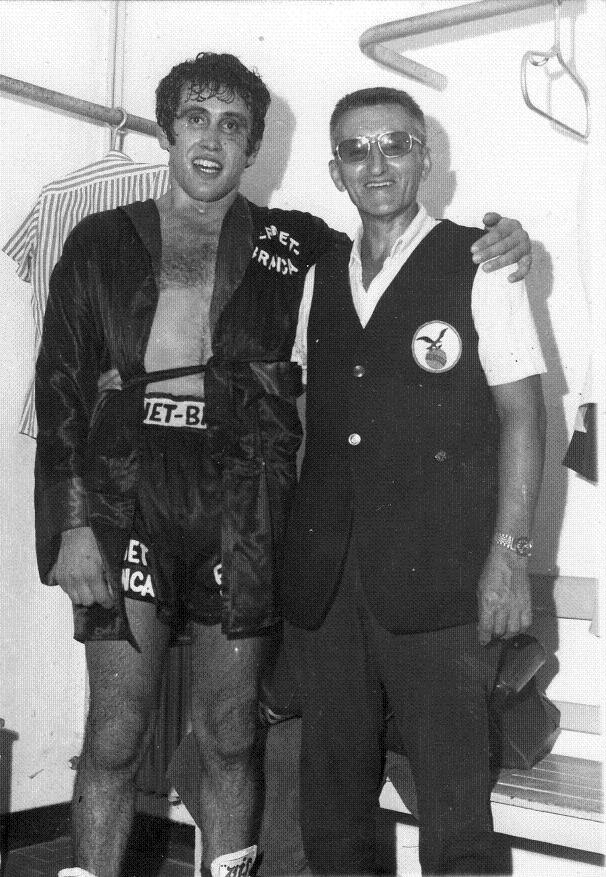
Aldo Traversaro, detentore del titolo EBU dei pesi mediomassimi dal 1977 al 1979, con il maestro Tito Copello, entrambi dell'Aurora Chiavari.

Nel pugilato fu attiva l'Aurora Chiavari, nella quale si formò il chiavarese Aldo Traversaro, detentore del titolo europeo dei pesi mediomassimi dell'European Boxing Union tra il 1977 e il 1979. L'attività pugilistica si è successivamente scissa in una società indipendente: la Pugilistica Tito Copello.

#### Scherma
Alla fondazione, la Pro Chiavari organizzò tra le altre la sezione scherma, attività successivamente abbandonata. L'attuale compagine cittadina Chiavari Scherma è nata nel 1967 ed è stata insignita nel 2017 della Stella d'oro al merito sportivo. La squadra femminile milita in Serie A1.

#### Altre discipline
Ulteriori attività sportive avviate in città tra la fine del XIX e l'inizio del XX secolo furono, da parte della Pro Chiavari, l'alpinismo e la lotta e - in seno all'Aurora Chiavari - la pallacanestro. Tutte queste discipline sono localmente ancora praticate, rispettivamente dalla Sezione Chiavari «Alberto Bozzo» del Club Alpino Italiano e dalle società Chiavari Ring e Aurora Basket Chiavari. Il tiro a segno è tuttora appannaggio della più antica società sportiva cittadina: il Tiro a segno nazionale sezione di Chiavari.
Tra gli sport la cui pratica venne avviata successivamente sono attive altre società: nel baseball Baseball Club Dolphins, nel football americano Predatori Golfo del Tigullio, nella ginnastica aerobica Aerobica Entella, nel judo Asaj Judo Chiavari Libertas, nella pallavolo Amis Chiavari e Beach Sports Chiavari, nel sollevamento pesi Pesistica Chiavari, nel tennis Tennis Chiavari e nella vela la Sezione Chiavari-Lavagna della Lega Navale Italiana e lo Yacht Club Chiavari.

### Impianti sportivi

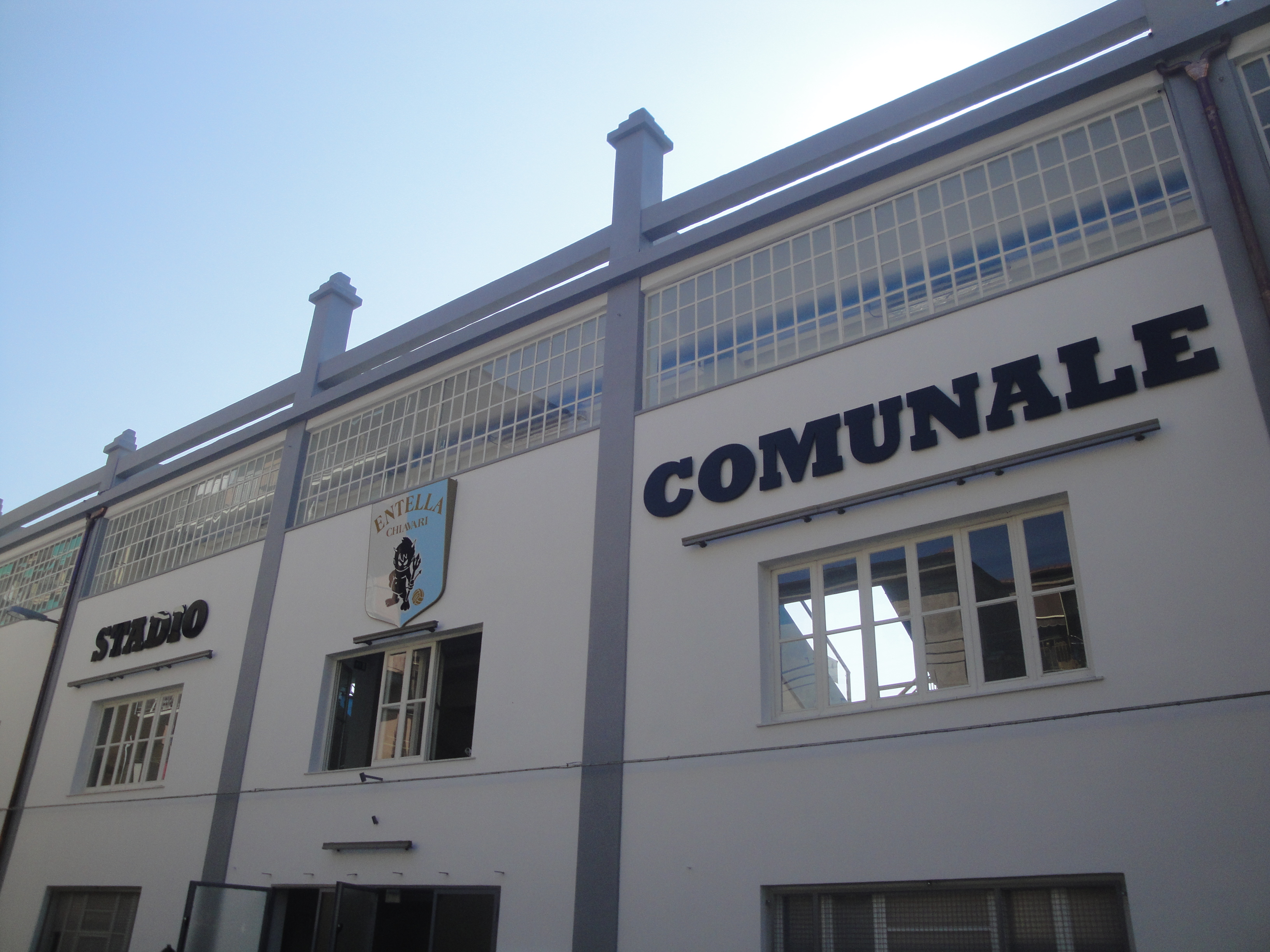
Lo stadio Enrico Sannazzari, inaugurato nel 1935.

Il principale impianto sportivo cittadino è lo stadio Enrico Sannazzari, deputato alla pratica del calcio e - attraverso il centro polisportivo attrezzato al suo interno - del judo, della lotta, del pugilato e del sollevamento pesi. Inaugurato nel 1935, il nucleo storico della struttura è posto sotto la tutela della Soprintendenza Archeologia, Belle Arti e Paesaggio per la città metropolitana di Genova e le province di Imperia, La Spezia e Savona. Lo stadio è omologato per 5 587 spettatori ed ha ospitato incontri calcistici di numerose competizioni quali Coppa Italia, Serie B, Serie A2 femminile, Torneo di Viareggio, Supercoppa femminile, nonché la finale del Campionato Primavera 2014-2015 ed un incontro della Nazionale italiana Under-21 nel 2016. È stato inoltre sede di incontri di pugilato negli anni 1960 e 1970 e di concerti dei principali artisti musicali italiani tra gli anni 1970 e 1990.
Altre strutture cittadine sono il palasport Massimo Carrino costruito nel 1982 nel quartiere Sampierdicanne ed un secondo palasport inaugurato nel 2003 che ospita al suo interno due diversi impianti: la piscina Mario Ravera - già sede di incontri di Serie A1 di pallanuoto - e la palestra Guido Figone. Sono presenti strutture sportive anche nell'area denominata Colmata a mare - i campi da calcio del centro sportivo Franco Celeri ed un campo da bocce - e, nel quartiere Caperana, lo stadio Angelo Daneri.
Caduta in disuso è la piscina del Lido, inaugurata nel 1938 dal capo del governo Benito Mussolini ed utilizzata per l'organizzazione dei Campionati italiani di nuoto nel 1940, 1947, 1977 - nei quali il trentino Marcello Guarducci fece registrare il record italiano ed europeo dei 100 stile libero - e 1982. Nel passato cittadino furono attivi altri impianti quali i campi sportivi di Corso Dante e Sampierdicanne, costruiti negli anni 1910 per ospitare partite di calcio, in precedenza giocate sul terreno di piazza Roma.